# Kwidzyn

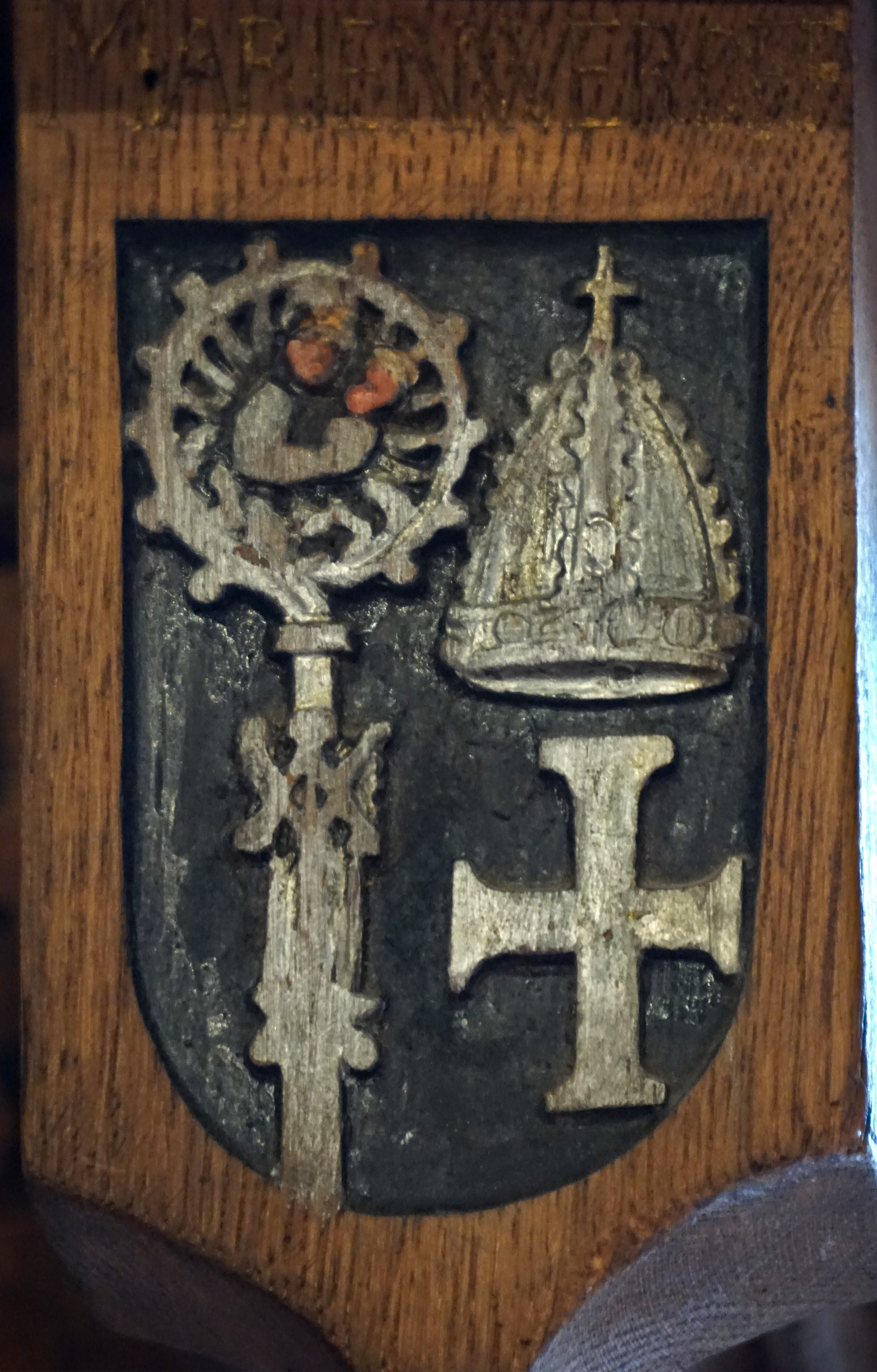
Herb Kwidzyna w sali plenarnej staromiejskiego ratusza w Gdańsku

Kwidzyn (łac. Quedin/Insula Sanctae Mariae, niem. Marienwerder, prus. Kwedīns, Kwēdina, Kwīdina, błędnie Kwidzyń) – miasto w województwie pomorskim, siedziba powiatu kwidzyńskiego i gminy wiejskiej Kwidzyn.
Według danych GUS z 30 czerwca 2024 r., Kwidzyn liczył 36 731 mieszkańców i był pod względem liczby ludności dziewiątym miastem w województwie pomorskim.

## Położenie
Miasto położone jest nad rzeką Liwą, prawym dopływem Nogatu, 5 km od Wisły.
Kwidzyn pod względem historycznym leży w Prusach Górnych, na obszarze dawnej Pomezanii. Etnograficznie stanowi także część Powiśla.
Według regionalizacji fizycznogeograficznej Polski miasto położone jest na pograniczu trzech mezoregionów: Pojezierza Dzierzgońsko-Morąskiego i Pojezierza Łasińskiego stanowiących razem część makroregionu Pojezierza Iławskiego, a także na Dolinie Kwidzyńskiej, wchodzącej w skład makroregionu Doliny Dolnej Wisły.

## Toponimia
Pochodzenie nazwy Kwidzyn nie jest do końca pewne. Jedni uważają, że pochodzi od pruskiego imienia Kwedis z przyrostkiem -in (Kwedīns)  i oznaczała ona obszar, należący do osoby o tym imieniu. Inni natomiast wywodzą ją z litewskiego słowa o znaczeniu 'przewrócić, zdmuchnąć (o wietrze)', skąd etymologiczne znaczenie Kwidzyna: 'miejsce, gdzie jest wietrzno'.
Nazwa miasta na przestrzeni wieków zmieniała swoje znaczenie. Po ponownej lokacji w 1336 roku, oficjalna nazwa miasta brzmiała Marienwerder od niemieckiego słowa Werder – wyspa rzeczna, ostrów, kępa oraz Marien – mariacki, co można było tłumaczyć jako Ostrów Maryjny lub Kępa Mariacka, zapisywana również po łacinie jako Insula Sanctae Mariae. Nazwa ta funkcjonowała do 1945 roku.
Od czasów międzywojennych do 1948 roku używano nazwy Kwidzyń, natomiast oficjalną nazwę Kwidzyn ustalono dopiero w 1948 roku.

## Historia

### Średniowiecze
Pomezańskie grodzisko o nazwie Kwedis (w zapisach kronikarskich wymieniana jako Quedin, Quidino, Quedzyn) istniało w XI wieku. Najprawdopodobniej zostało zniszczone podczas walk toczonych na tych terenach. Osada została ponownie założona przez zakon krzyżacki w 1233 przez mistrza Hermanna von Balka jako baza wypadowa w pruskiej Pomezanii. Gród otrzymał prawa miejskie po lokacji na prawie chełmińskim w 1233 lub 1235 (potwierdzone ok. 1254), posiadało układ typowo szachownicowy i składało się z ok. 50 parceli.  
Miasto zostało zniszczone w 1243 roku podczas walk prusko-krzyżackich. Odbudowane przez Krzyżaków, w 1285 zostało ustanowione stolicą biskupstwa pomezańskiego (do 1587). W 1320 rozpoczęła się budowa zamku i trwała ok. 20 lat. Ponowna lokacja Kwidzyna miała miejsce w 1336 roku. Od tego roku oficjalna nazwa miasta brzmiała Marienwerder (niem. Werder – wyspa rzeczna, ostrów, kępa; Marien – mariacki – Ostrów Maryjny, Kępa Mariacka), zapisywana również po łacinie jako Insula Sanctae Mariae. W 1440 przedstawiciele stanów pruskich tj. ziem i miast podpisali w Kwidzynie akt Związku Pruskiego. W pierwszych dniach wojny trzynastoletniej władze Kwidzyna uznały zwierzchnictwo króla polskiego, ale już jesienią 1454 wypowiedziały mu posłuszeństwo. Po wojnie trzynastoletniej (1466) pozostał przy Prusach jako polskie lenno. 

### Od XVI do XIX wieku

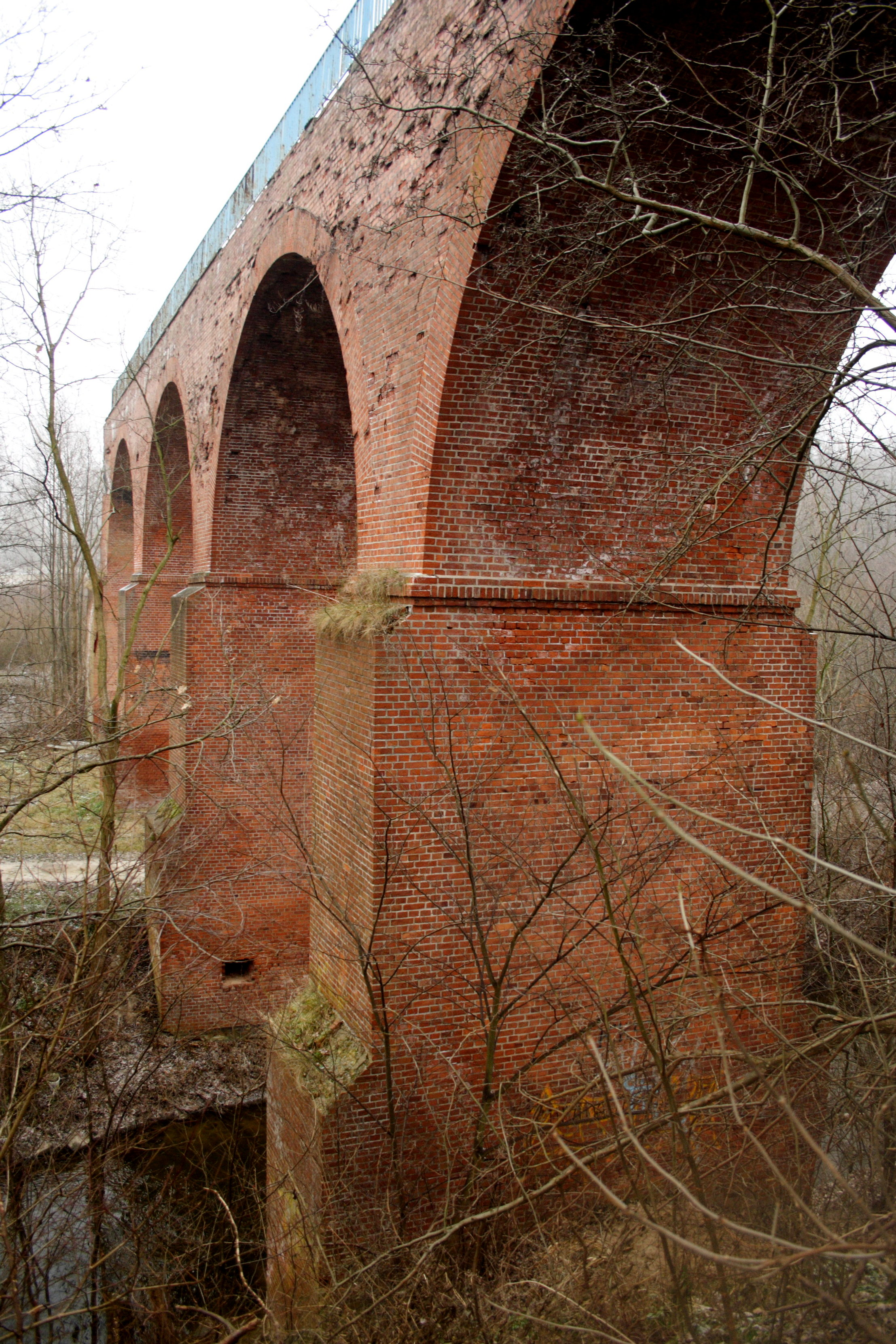
Most nad Liwą na nieistniejącej linii kolejowej do Kisielic

Po sekularyzacji Prus w 1525 znalazł się w granicach Prus Książęcych, rok później biskup pomezański i znaczna część kapituły przeszli na protestantyzm. Nastąpił wówczas znaczny wzrost liczby ludności tj. z 650 do 750 w wyniku czego zabudowa miejska przekroczyła mury miejskie tworząc dwa przedmieścia – malborskie i grudziądzkie. Podczas wojen ze Szwedami w XVII w. miasto było kilka razy zajmowane przez wojska Karola X Gustawa. Od 1657 pod panowaniem Brandenburgii, od 1701 był miastem w państwie pruskim. Podczas wojny siedmioletniej do miasta wkroczyli Rosjanie. W 1765 z inicjatywy Fryderyka II Wielkiego powstała w mieście komora celna, której zadaniem było bezprawne naliczanie cła na towary polskie, które spławiano Wisłą do Gdańska. Od 1772 siedziba departamentu, od 1818 rejencji w prowincji Prusy Zachodnie. W 1773 rozpoczęła działalność drukarnia Kanterów, w której drukowano również w języku polskim (działała do 1926). Od końca XVIII wieku postępowały działania germanizacyjne, które doprowadziły do zamknięcia w 1836 polskiej szkoły. W 1828 wybudowano utwardzoną szosę z Kwidzyna do przeprawy na Wiśle i portu rzecznego w Korzeniewie, w 1860 uruchomiono wodociągi i rozpoczęto budowę kanalizacji. Dzieje Kwidzyna zostały opisane w 1873 przez historyka Prus Maxa Toeppena w monografii Stadt Marienwerder. W 1883 uruchomiono połączenie kolejowe z Malborkiem i Grudziądzem.

### XX wiek

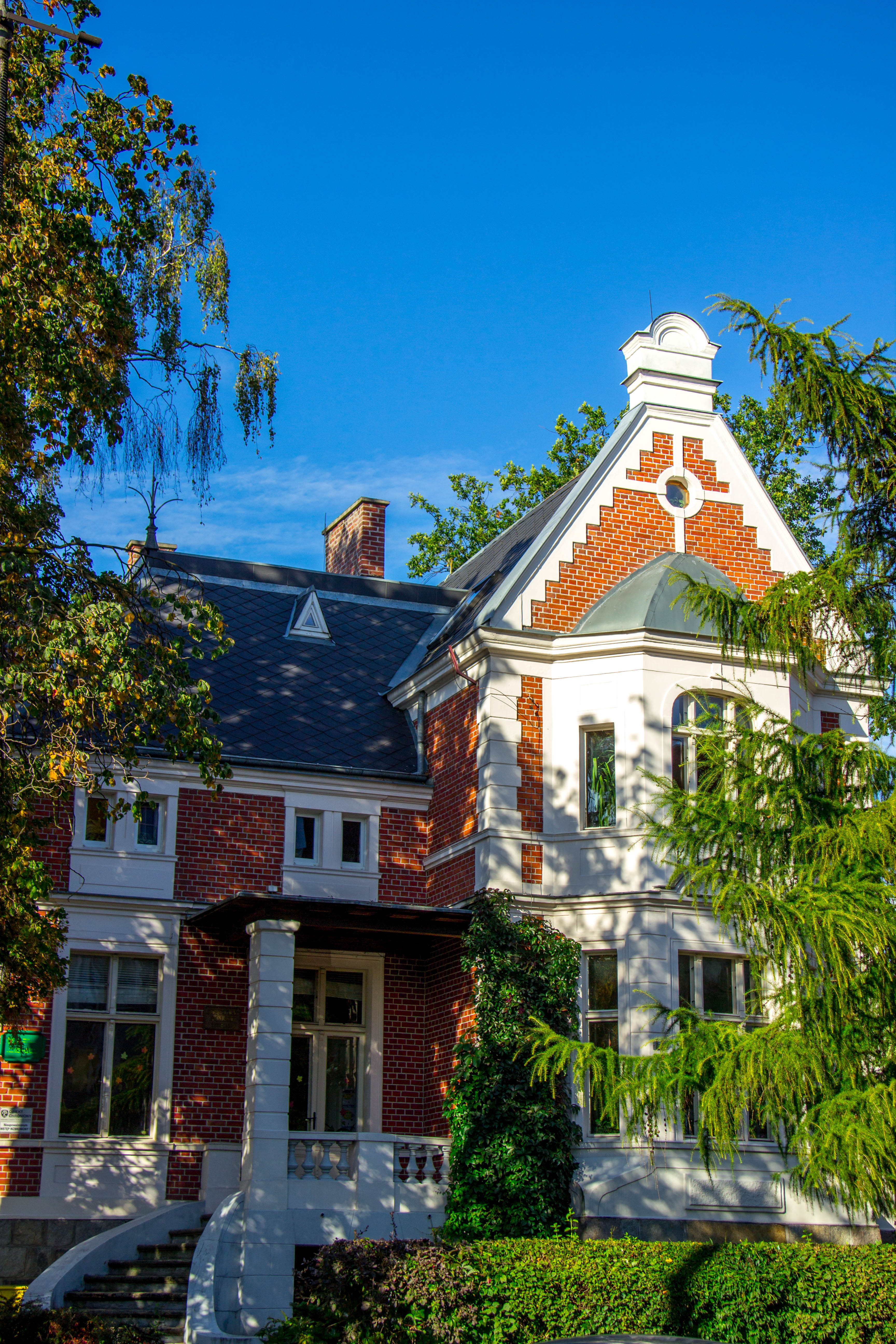
Budynek dawnego Konsulatu Rzeczypospolitej Polskiej, obecnie Przedszkole Miejskie nr 1

W 1900 uruchomiono gazownię miejską, natomiast w 1909 roku oddano do użytku połączenie kolejowe z Prabutami. Od 1907 działało założone z inicjatywy Związku Polaków prywatne gimnazjum polskie. W 1919 na czele polskiej Rady Ludowej stanął Tadeusz Odrowski, rozpoczął w Kwidzynie działalność Warmiński Komitet Plebiscytowy, rok później miasto znalazło się na obszarze objętym plebiscytem, w wyniku którego pozostało w granicach Niemiec, tym razem jako siedziba rejencji zachodniopruskiej w Prusach Wschodnich. 
Od 1920 do wybuchu II wojny światowej działał w mieście polski konsulat oraz polskie organizacje kulturalno-oświatowe. Mimo narastających od 1933 nastrojów antypolskich w 1937 powstało polskie gimnazjum, już wcześniej działał Polski Bank Ludowy. Wybuch II wojny światowej poprzedziły szykany oraz jawne represje wobec Polaków.

#### II wojna światowa
30 stycznia 1945 roku do miasta wkroczyły oddziały 2 Armii Uderzeniowej 2 Frontu Białoruskiego. W walkach zginęło 540 czerwonoarmistów, w szczególności z 46 Dywizji Piechoty i 90 Dywizji Piechoty, dla ich uczczenia wzniesiono po wojnie Pomnik Wdzięczności przy ul. Warszawskiej.

#### Okres powojenny
Po zdobyciu przez Armię Czerwoną miasta, w Kwidzynie powstał wielki ośrodek szpitalnictwa wojskowego 2 Frontu Białoruskiego. W mieście istniało co najmniej 18 szpitali dla ok. 20 tysięcy chorych i rannych. Na początku września 1945 r. było ich 9. Żołnierze Armii Czerwonej oraz armii niemieckiej przyczynili się do dewastacji miasta, ponieważ w czasie walk zniszczeniu uległo aż 1356 budynków. Ponoszą też winę za spalenie zabytkowej starówki wraz z ratuszem.

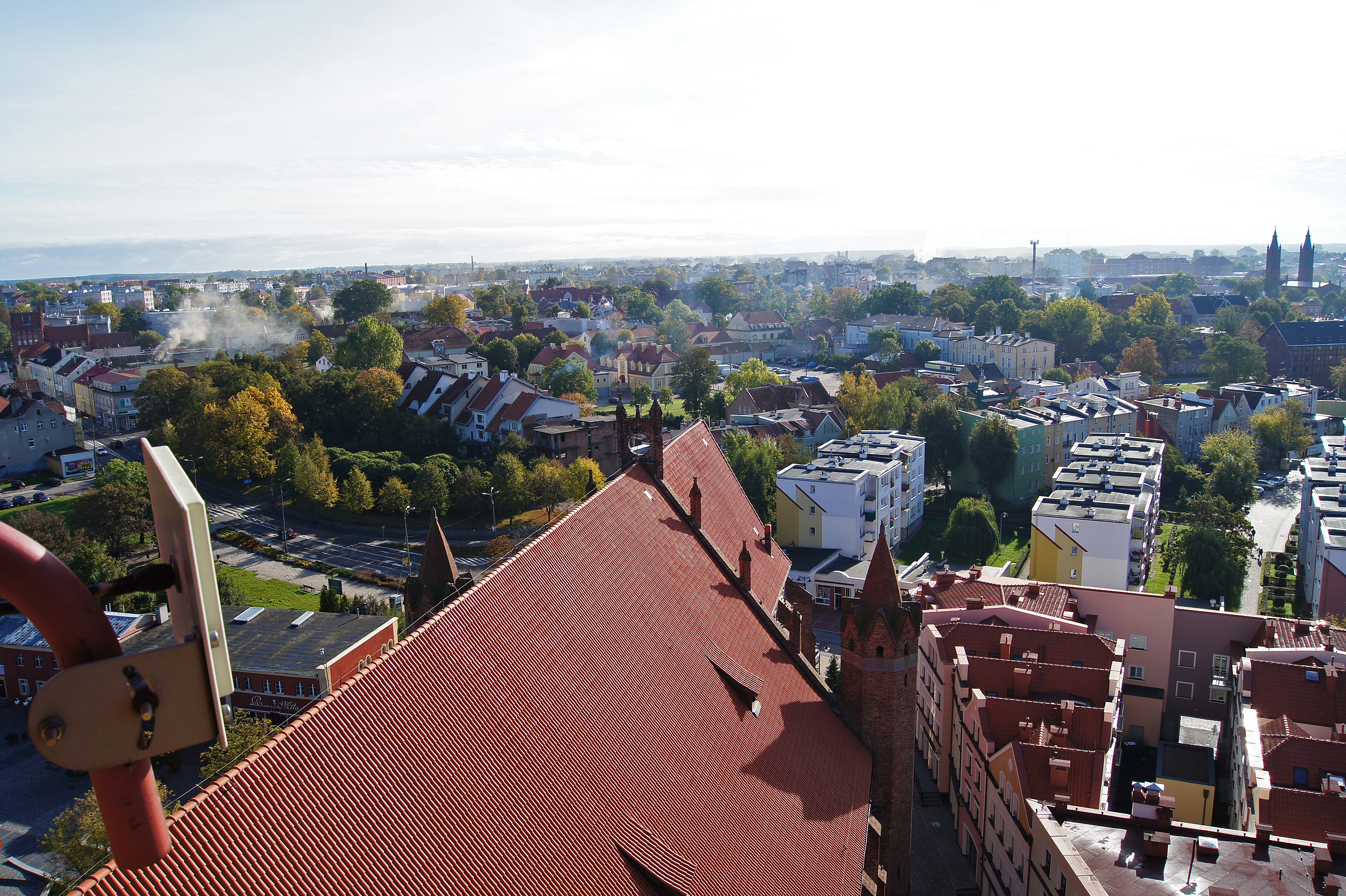
Teren kwidzyńskiej starówki odbudowanej po zniszczeniach wojennych.

Po przejęciu miasta przez administrację polską wypalone kamienice zostały rozebrane, a uzyskane w ten sposób cegły wykorzystano do odbudowy Warszawy. Od zakończenia działań wojennych rozpoczęto stopniowe porządkowanie zniszczonego Starego Miasta oraz uruchamiania zdewastowanych zakładów. W mieście rozwinął się przemysł spożywczy, ceramiczny i budowlany. Na bazie powstałych w 1934 zakładów spożywczych utworzono Warmińskie Zakłady Przemysłu Owocowo-Warzywnego „Kwidzyn”, powstał Młodzieżowy Dom Kultury i Powiatowe Muzeum Regionalne. Od połowy lat 60. rozpoczęto częściową zabudowę obszaru dawnego Starego Miasta. W 1973 rozpoczęto budowę Kwidzyńskich Zakładów Celulozowo-Papierniczych. 
W okresie stanu wojennego na terenie Zakładu Karnego przy ul. Lotniczej 1 utworzono obóz dla internowanych dla około 150 osób (drugi co do wielkości na Pomorzu po ośrodku w Strzebielinku), funkcjonujący od marca 1982 do końca grudnia 1982. W dniu 14 sierpnia 1982 kwidzyński ośrodek był miejscem najbrutalniejszej pacyfikacji protestu internowanych, który rozbito za pomocą strumieni wody generowanych przez motopompy, po czym nastąpiło wielogodzinne maltretowanie internowanych w urządzonych na więziennych korytarzach „ścieżkach zdrowia” (bicie i kopanie do utraty przytomności przez szpalery uzbrojonych w pałki funkcjonariuszy, pomiędzy którymi kazano przebiegać internowanym) oraz wielokrotne brutalne pobicia w indywidualnych celach (m.in. polewanie wodą, bicie pałkami, kopanie i szczucie psami). Z ogólnej liczby 148 internowanych pobito około 80 osób, w tym ok. 40 osób ciężko i 13 bardzo ciężko.

### XXI wiek
W maju 2007 r. w kryptach kwidzyńskiej konkatedry odnaleziono szczątki ciał mistrzów krzyżackich. Udało ustalić się tożsamość wszystkich trzech mistrzów – Wernera von Orselna, Ludolfa Königa von Wattzau oraz Henryka von Plauena. 23 września 2007 r. wybuchł pożar Urzędu Miasta i Starostwa w Kwidzynie.

## Architektura miasta

### Zabytki
Przed II wojną światową w Kwidzynie istniała dzielnica Starego Miasta z ratuszem i kamienicami podcieniowymi. Obecnie, z zabytków Starego Miasta, zachowały się:
- zespół zamkowo-katedralny:
  - zamek kapituły pomezańskiej – wzorowany na zamkach krzyżackich. Jego budowę rozpoczęto w 1322 r. a ukończono w drugiej połowie XIV w. Skrzydła południowe i zachodnie zostały rozebrane w końcu XVIII w.
  - katedra św. Jana Ewangelisty z XIII i XIV w..
  - cela przykościelna w której ostatni rok życia spędziła błogosławiona Dorota z Mątowów.
- fragmenty murów miejskich z XIV w.
- ruiny wieży ratusza z XIV w., rozbudowywanego w XIX w. i zniszczonego w czasie wojny
- tzw. pałac Fermora z lat 1757–1763, rozbudowany na siedzibę władz rejencji w XIX w., z płaskorzeźbionym fryzem z 1802 r.
- dawny szpital św. Jerzego z XVIII w., przebudowany w latach 1859–1860
- budynek Wyższego Sądu Ziemskiego z lat 1798–1800
- domy klasycystyczne z ok. 1800 r.
- spichlerz szachulcowy z początku XIX w.
- dawna synagoga z lat 1830–1832
- dawne Gimnazjum Królewskie z lat 1835–1838 i 1873
- kościół św. Trójcy z lat 1846–1858 zbudowany w tzw. stylu arkadowym (Rundbogenstil) według projektu K. F. Schinkla
- dawna siedziba Zachodniopruskiego Ziemstwa Kredytowego z lat 1864–1866, rozbudowana w 1879 r., w 1920 r. siedziba Komisji Plebiscytowej, obecnie sąd rejonowy
- neogotycki zespół koszar wojskowych z lat 1877–1879 (budynek sztabu, koszary, wartownia, hala sportowa, ujeżdżalnia, magazyn)
- kaplica metodystów z końca XIX w.
- kaplica staroluterańska (obecnie rzym.-kat.) z końca XIX w.
- spichlerze murowane z XIX w.
- kamienice i domy z okresu od końca XIX do początku XX w.
- budynek dawnego Urzędu Finansowego z końca XIX w.
- neogotycka poczta z lat 1911–1913
- zespół zabudowy dawnej Królewskiej Stadniny Koni z lat 1907–1910 (na Miłosnej)
- budynek Urzędu Miasta z lat 1918-1925. Wieczorem 23 września 2007 r. poddasze gmachu zostało zniszczone wskutek pożaru.
- budynki z okresu międzywojennego: konsulat Polski (ob. przedszkole), Gimnazjum Polskie z lat 1934–1936, szkoła zawodowa (ob. szkoła podstawowa nr 2)

## Wybrane zabytki miasta

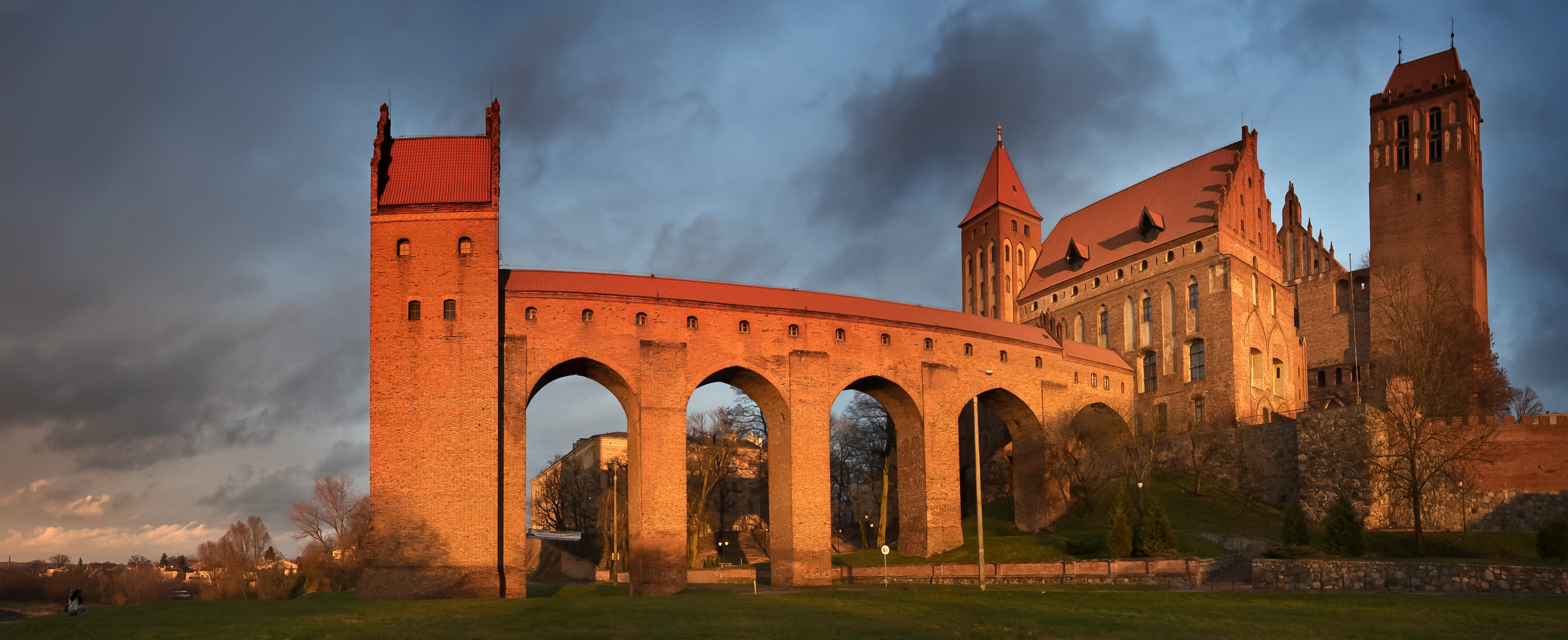
Zamek Kapituły Pomezańskiej
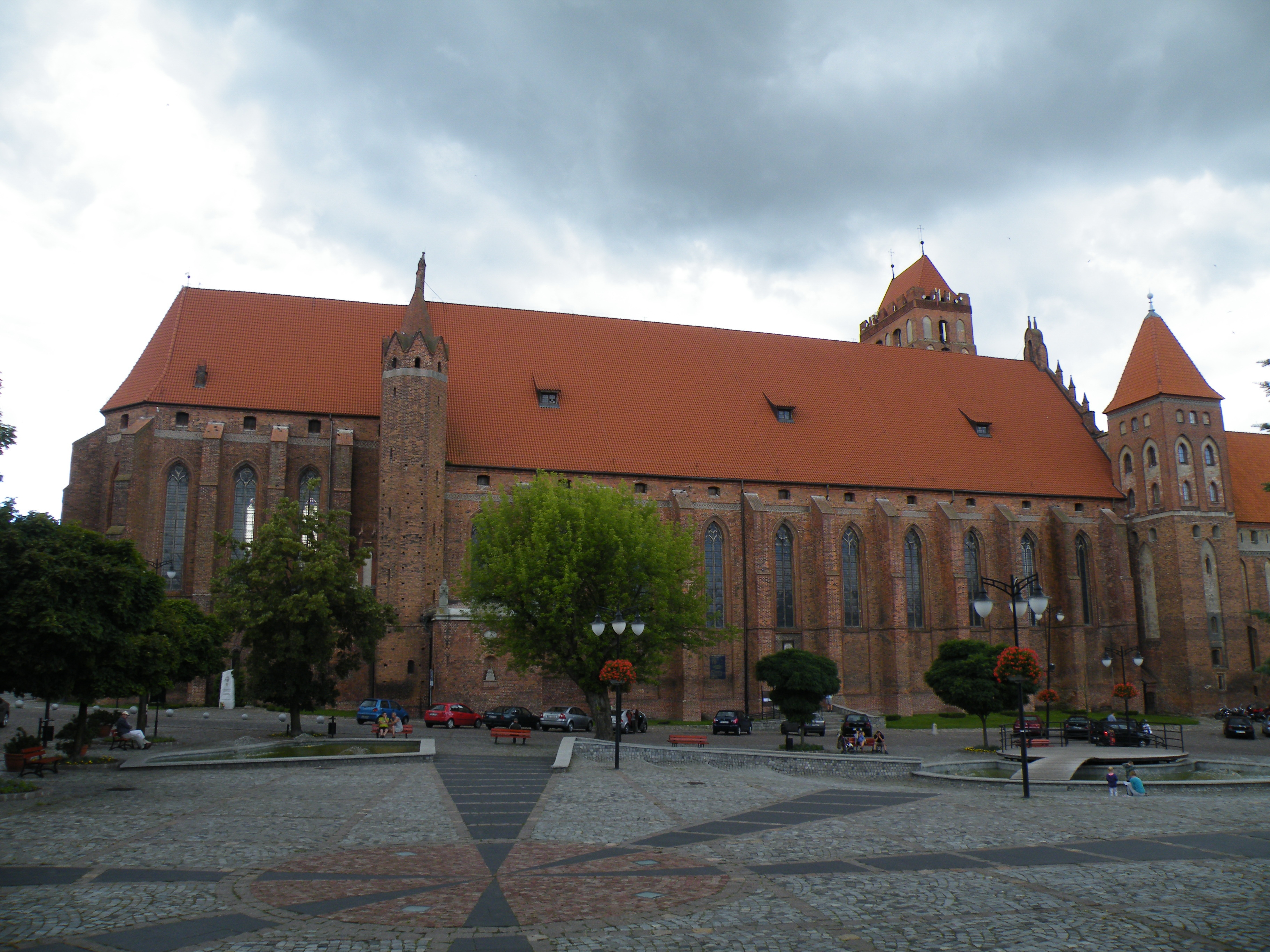
Katedra św. Jana Ewangelisty
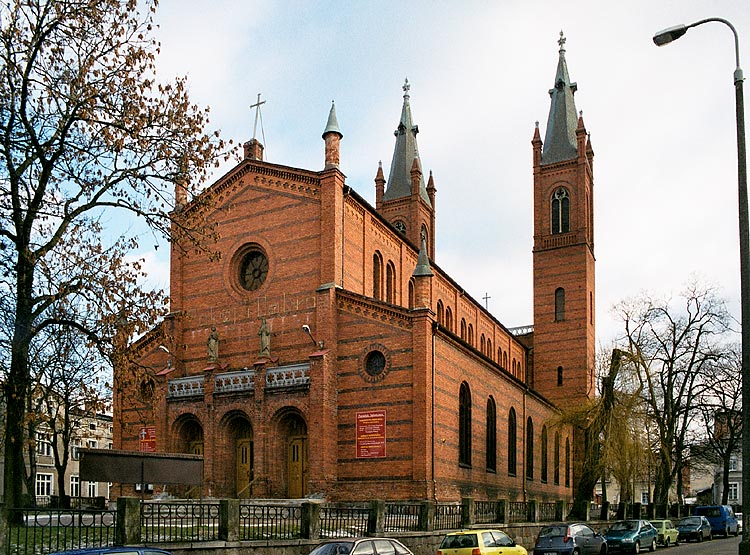
Kościół św. Trójcy
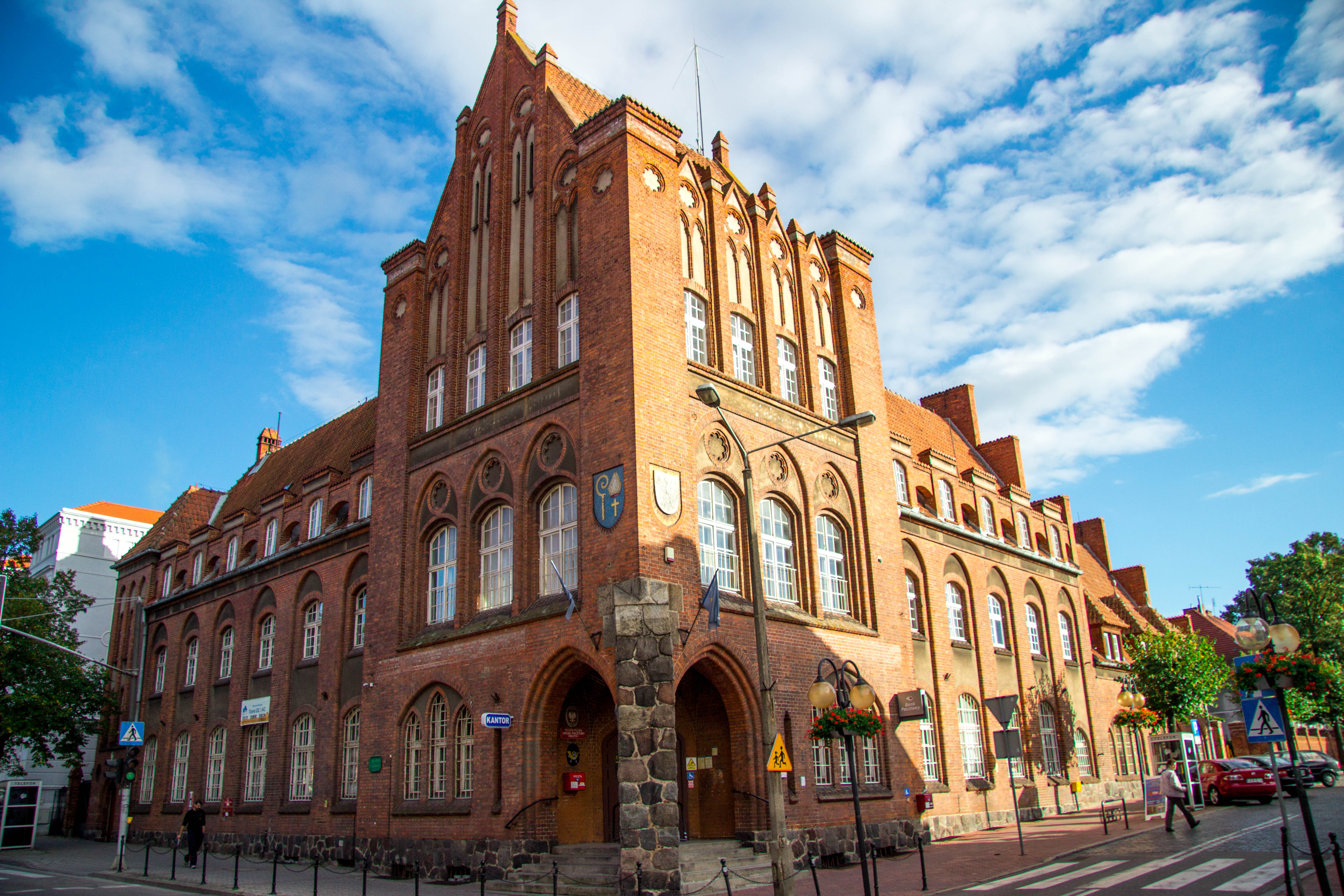
Neogotycki budynek poczty
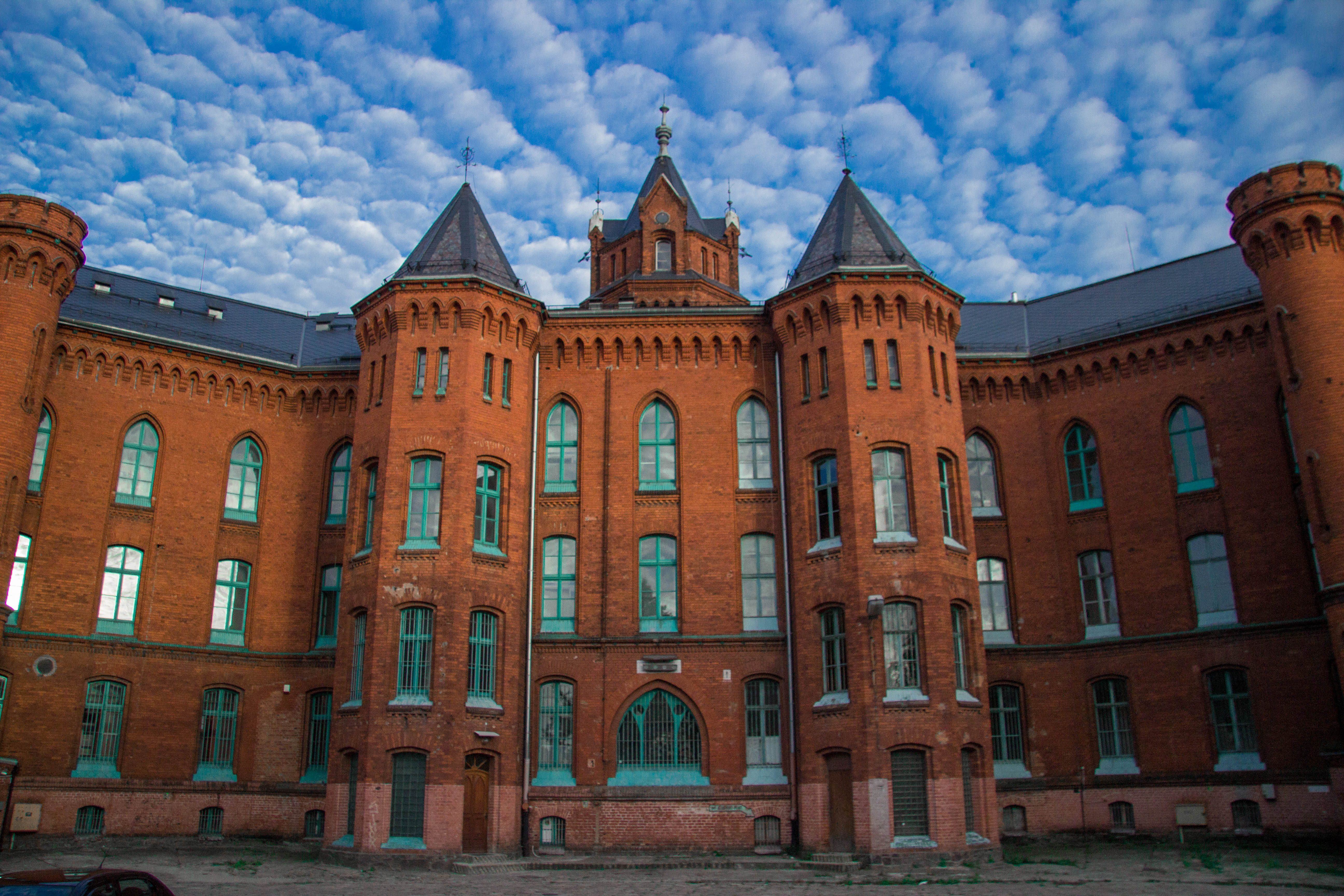
Neogotycki kompleks koszar
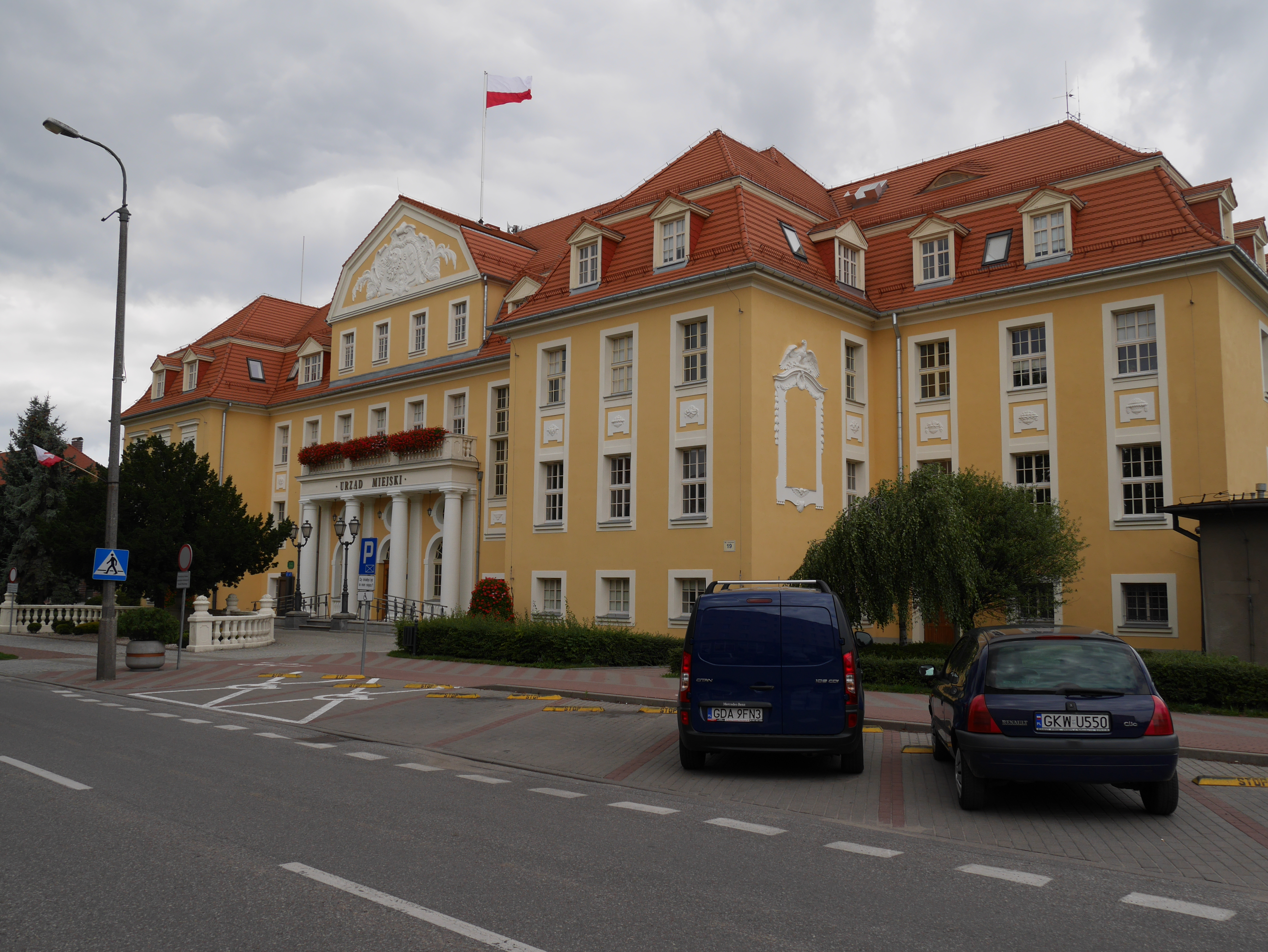
Budynek urzędu miasta
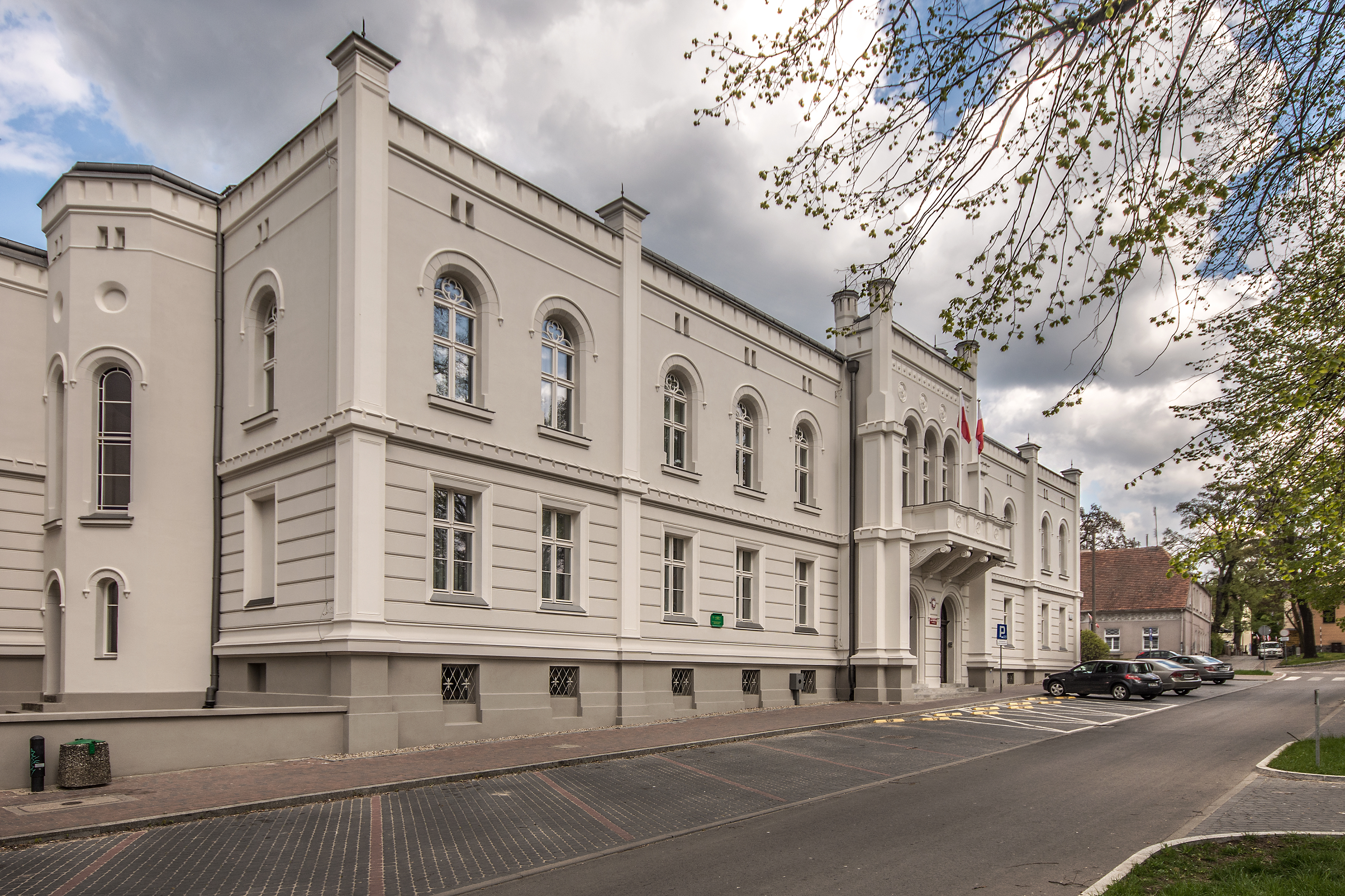
Budynek Sądu Rejonowego
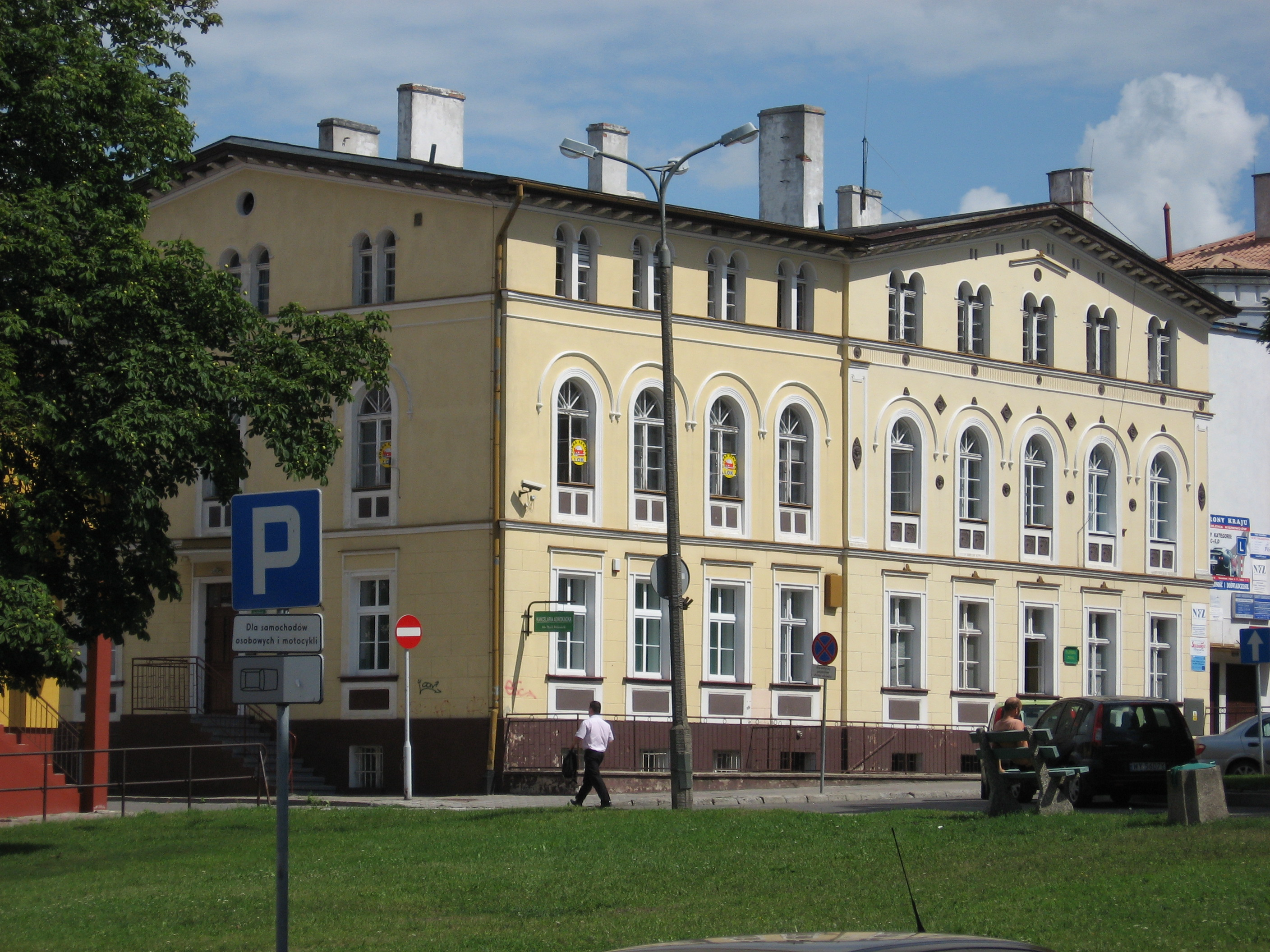
Szpital św. Jerzego
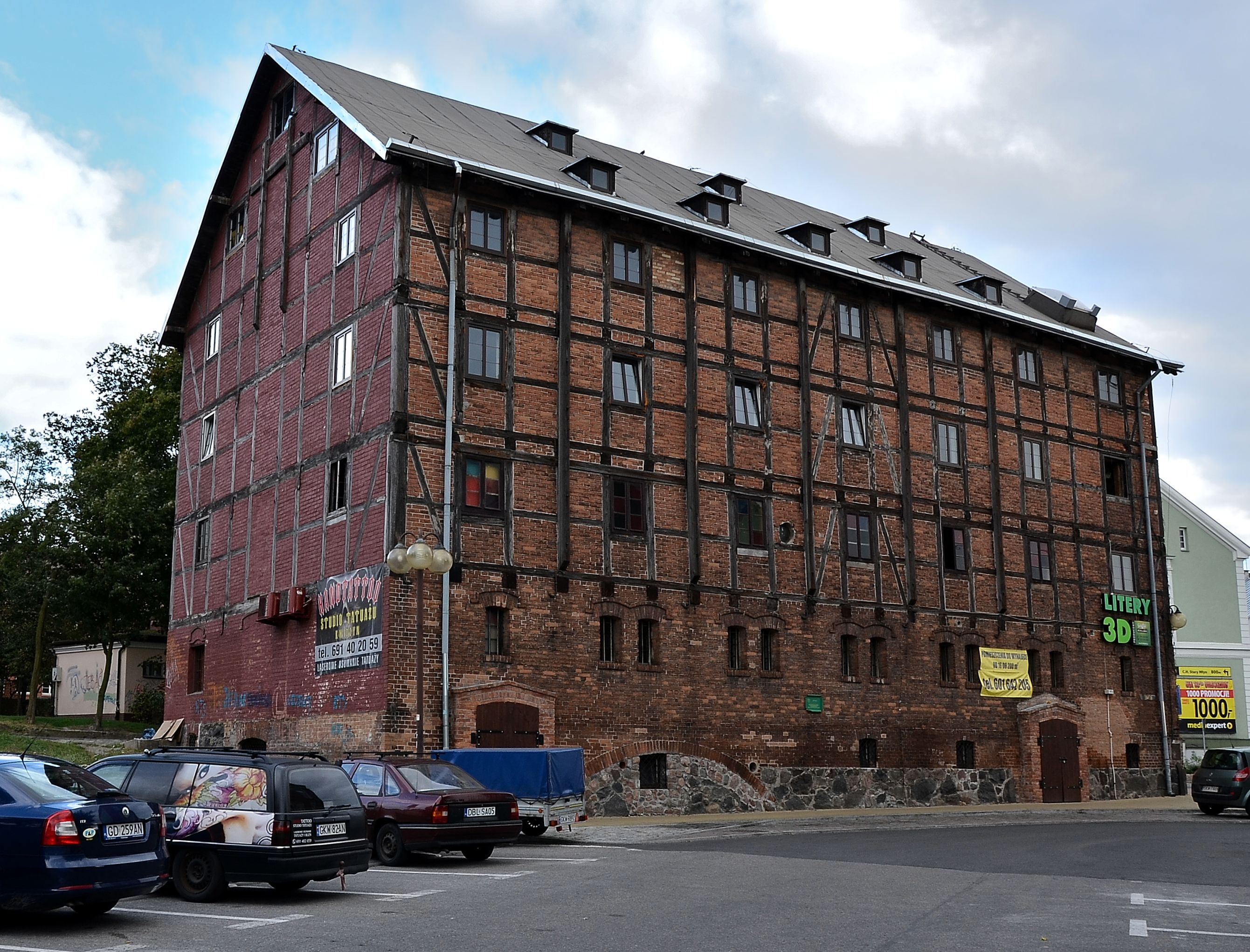
Spichlerz
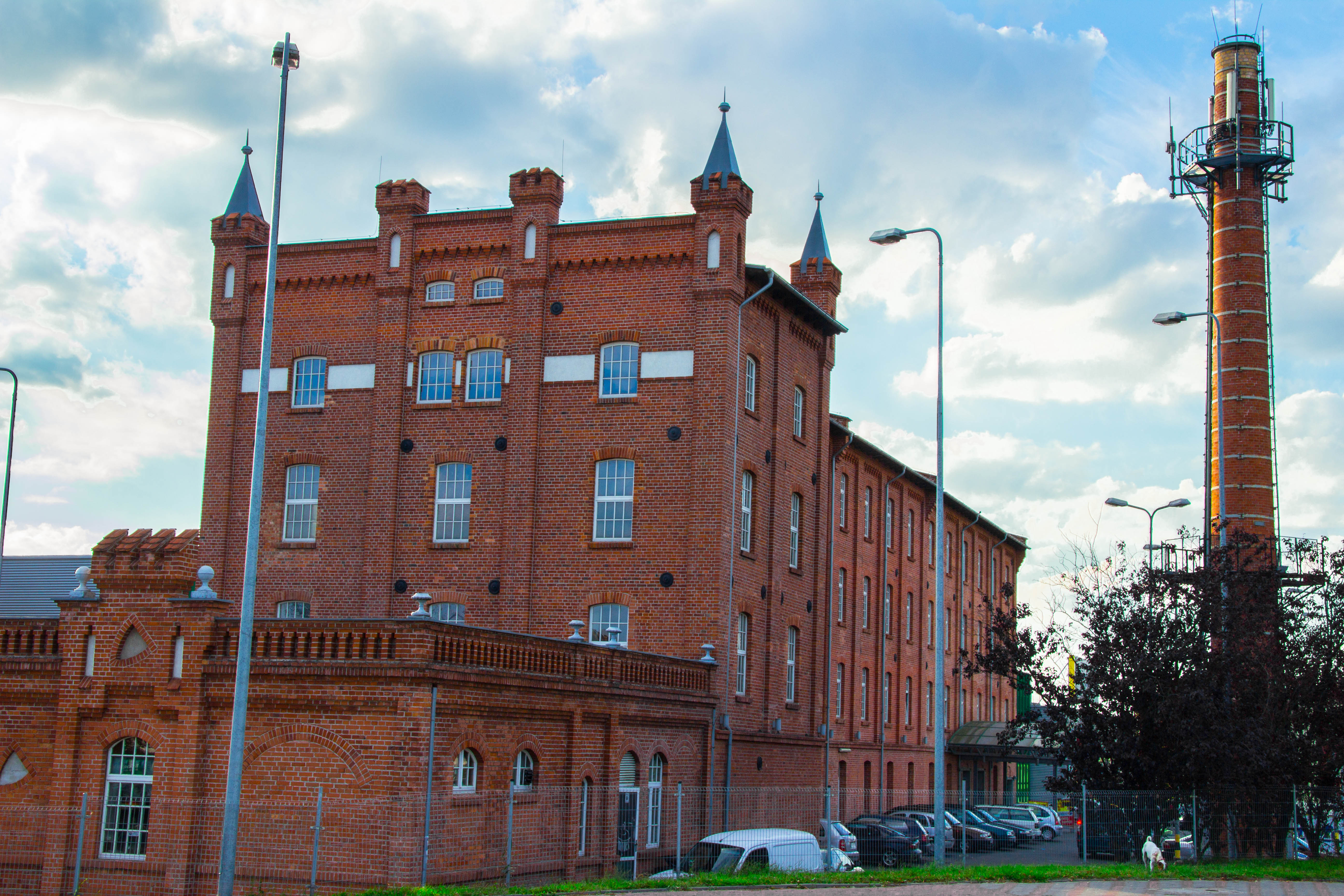
Młyn parowy
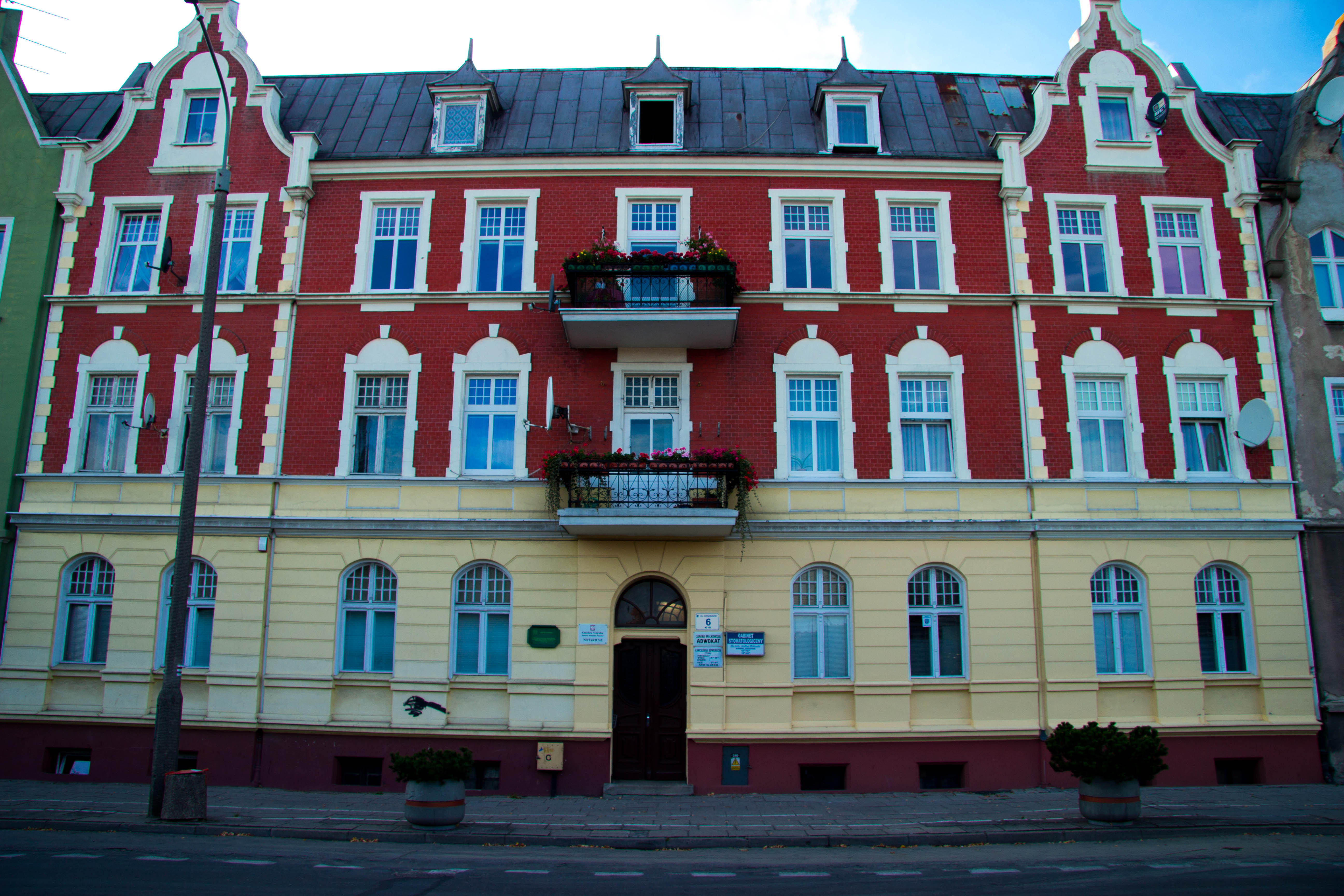
Ulica Kościuszki
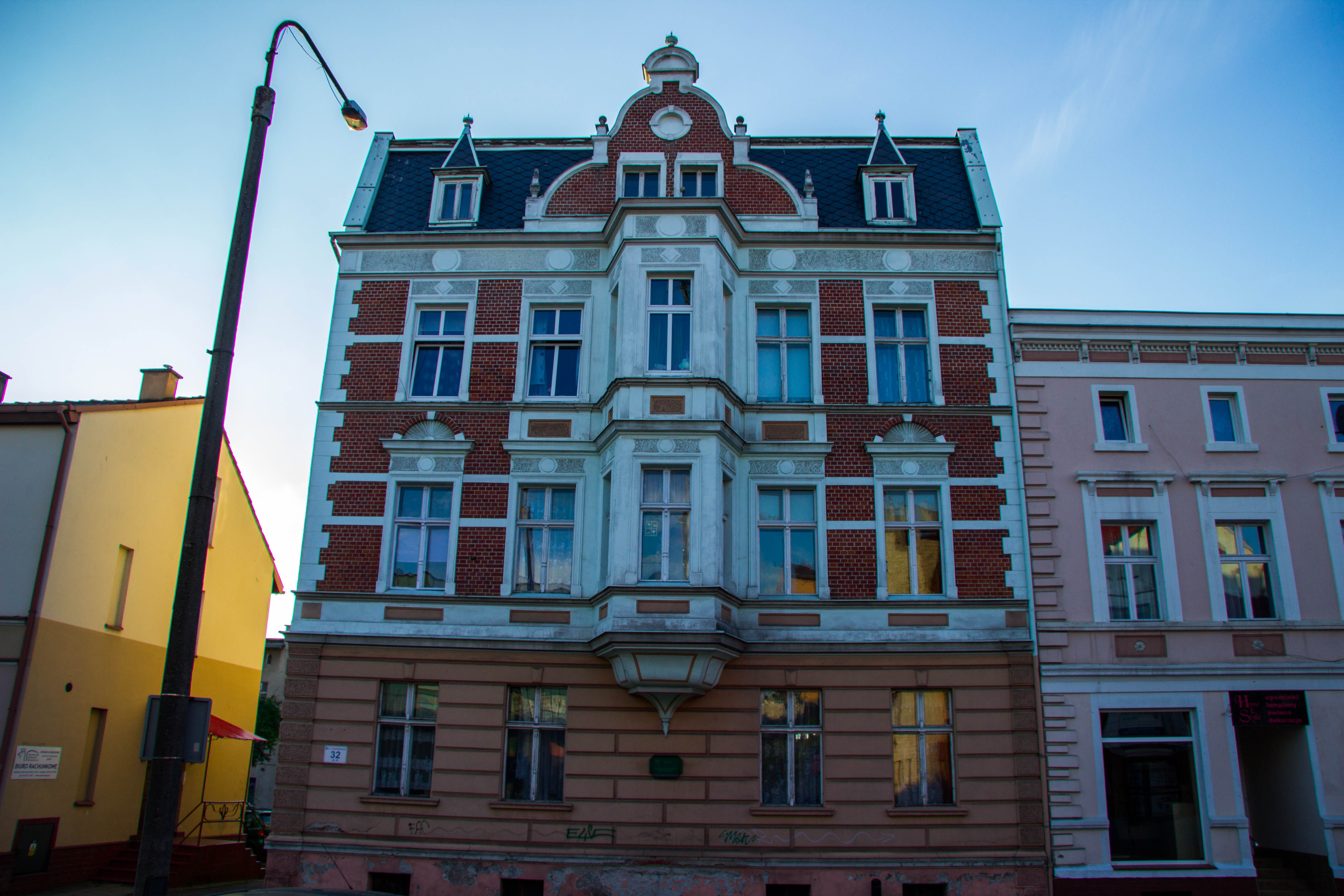
Ulica Piłsudskiego 32
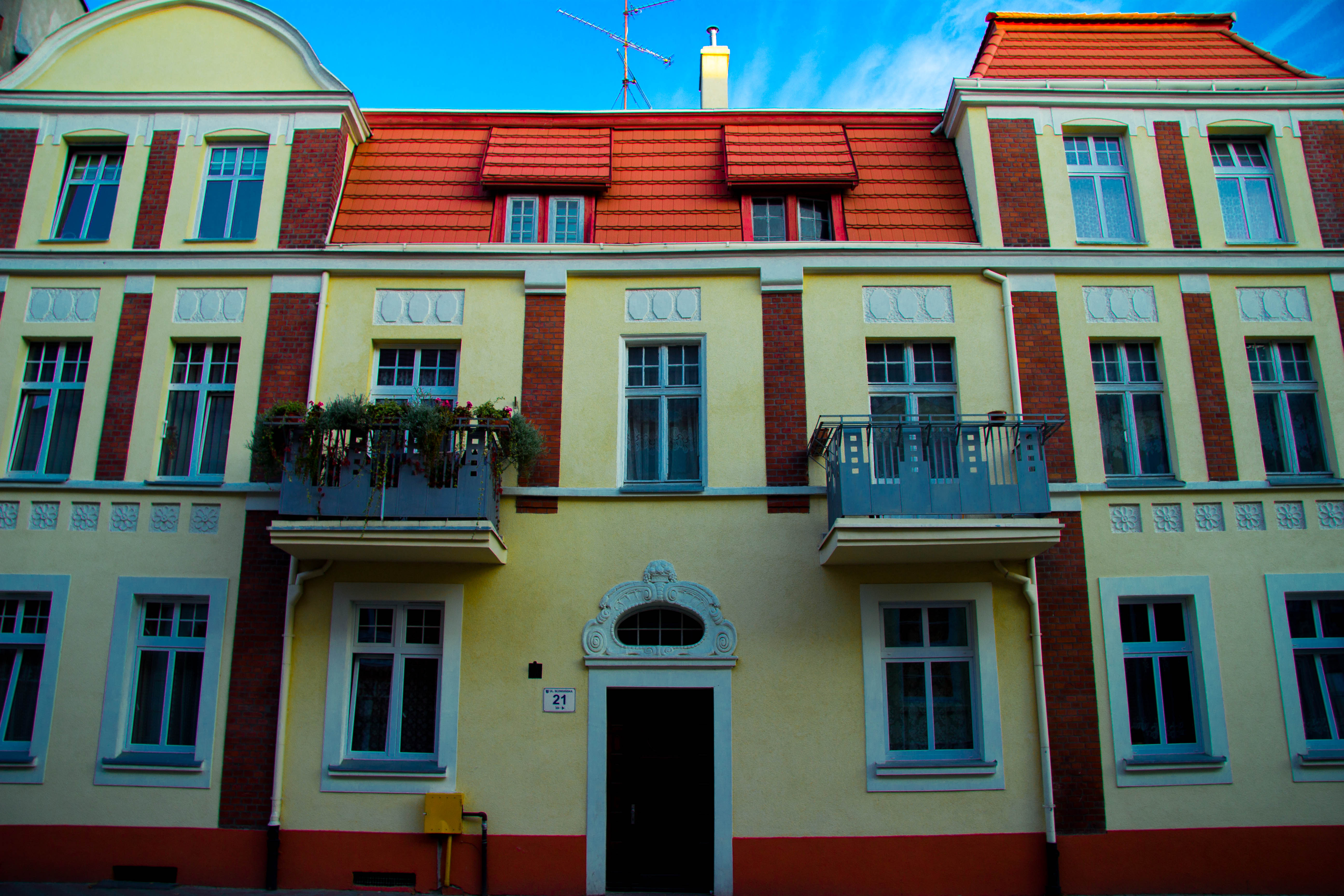
Ulica Słowiańska 21
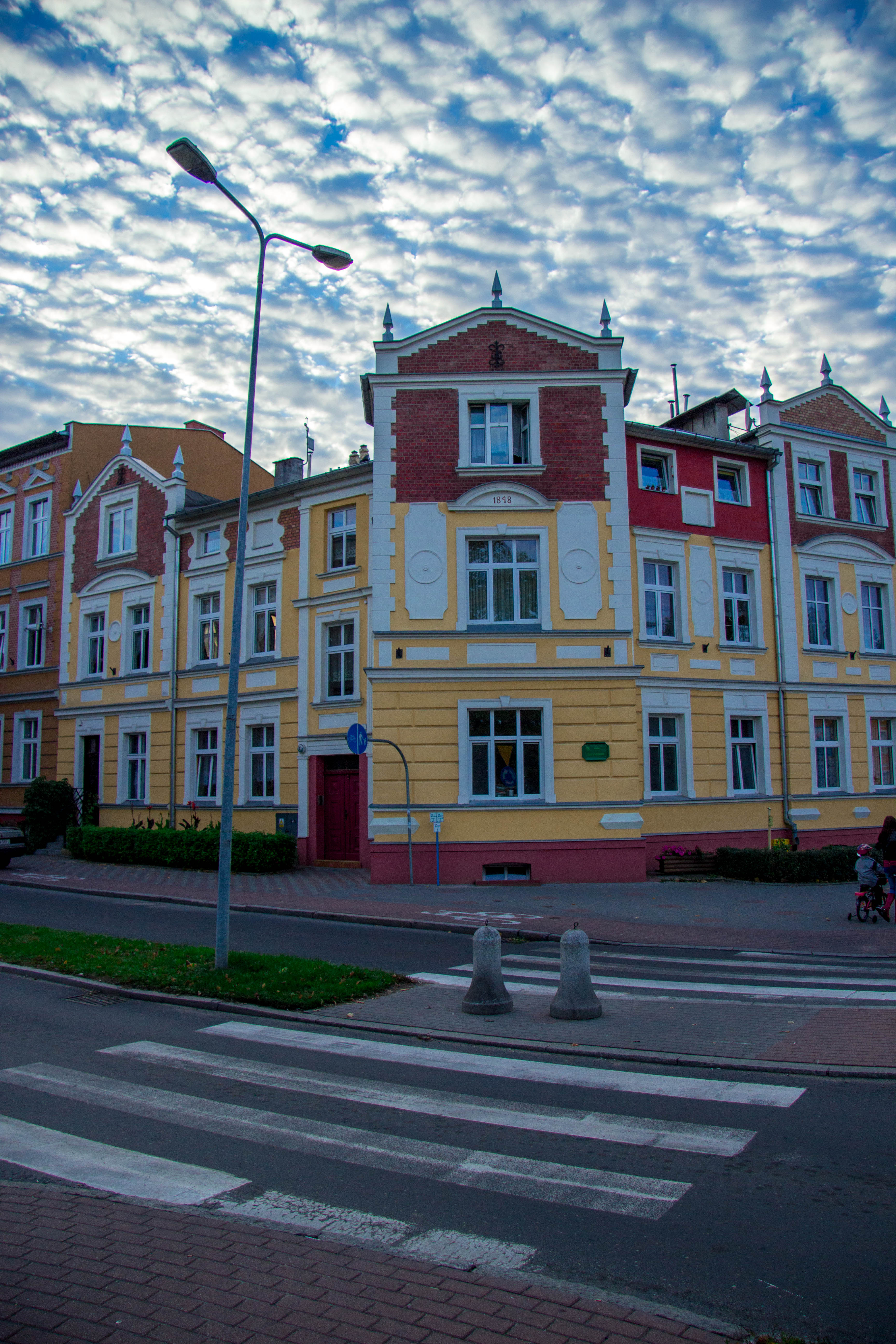
Ulica Toruńska 2
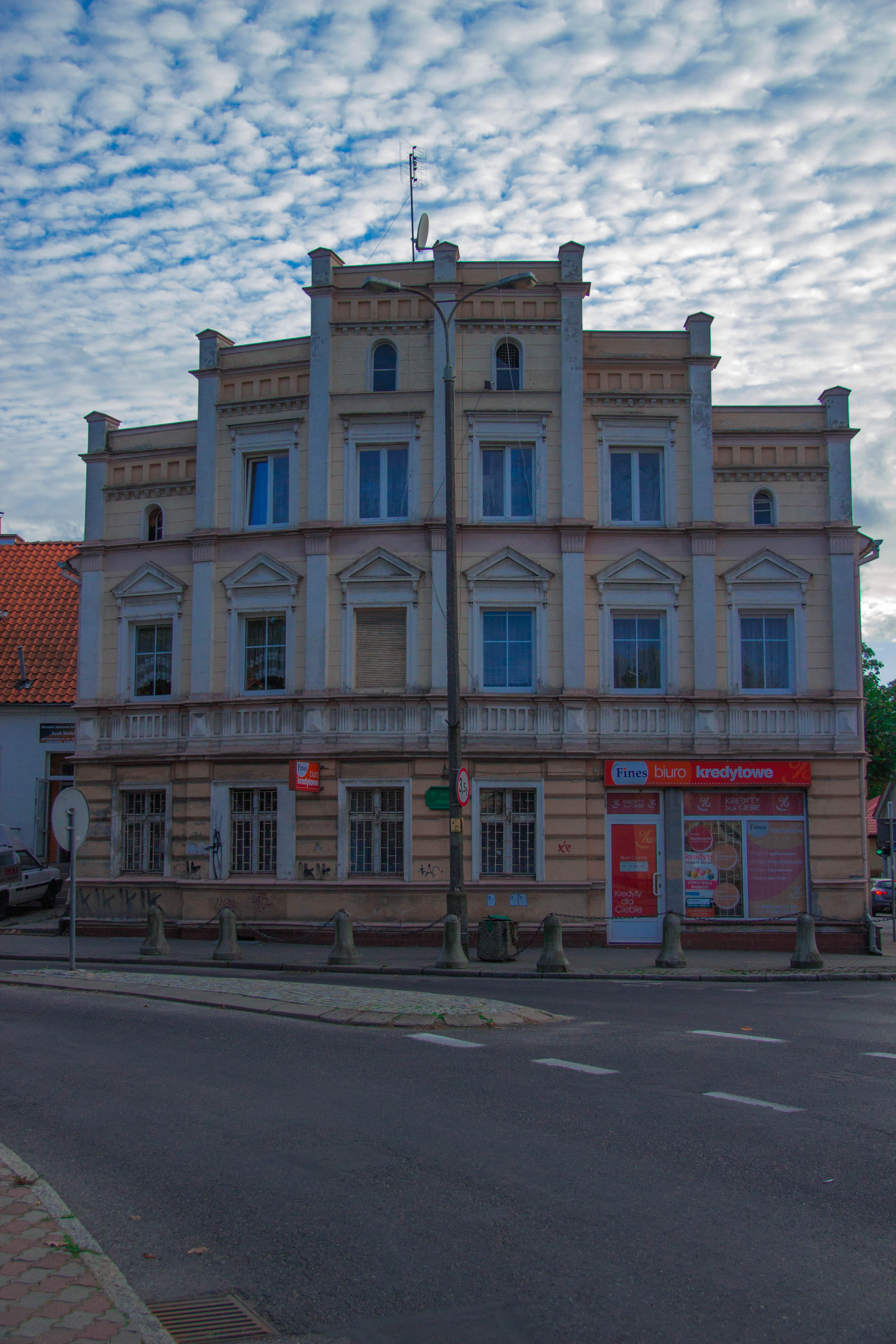
Ulica Hallera 1

## Przyroda
W otoczeniu miasta znajdują się duże skupiska lasów mieszanych, a w mniejszych ilościach – także liściastych i iglastych. Leżą one na terenie Nadleśnictwa Kwidzyn. Głównym wyróżnikiem miasta jest jego położenie w pętli rzeki Liwy (a także 5 km od Wisły). Na terenie Kwidzyna istnieje rezerwat przyrody Kwidzyńskie Ostnice.

## Demografia
| Rok  | Liczba ludności |
| ---- | --------------- |
| 2007 | 37 947          |
| 2008 | 38 057          |
| 2009 | 38 192          |
| 2010 | 38 296          |
| 2011 | 38 632          |
| 2023 | 37 011          |

- Piramida wieku mieszkańców Kwidzyna w 2014 roku[26].

|  |

## Podział administracyjny

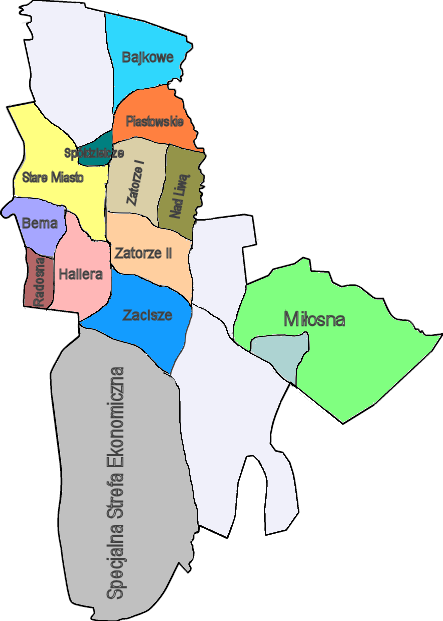
Podział miasta

Do 1975 r. Kwidzyn podzielony był na Śródmieście i dzielnicę peryferyjną. Budowa zakładów papierniczych Celuloza przyczyniła się do dynamicznego rozwoju miasta i nowego podziału.
Obecnie niektóre tereny nie zostały przypisane konkretnym dzielnicom. Największą z „dzielnic” miasta jest dzielnica przemysłowa, czyli Specjalna Strefa Ekonomiczna, mieszcząca najważniejsze fabryki i inne zakłady przemysłowe w mieście.
Wieś Bądki położona przy wschodnich terenach miasta, na której znajduje się część kwidzyńskiej Specjalnej Strefy Ekonomicznej, zabiega o włączenie tejże wsi do granic administracyjnych miasta Kwidzyn. Za przyłączeniem opowiedziała się ponad połowa mieszkańców wsi.
W północnych granicach miasta ma zostać wybudowane osiedle „Północ”.

## Gospodarka
Na terenie Kwidzyna znajduje się Specjalna Strefa Ekonomiczna, w której mieszczą się najważniejsze ośrodki przemysłowe w mieście, eksportujące swoje wyroby do klientów z Polski i Europy. Na całym terenie miasta (w tym również w SSE) istnieje wiele ośrodków przemysłowych.
Według danych z 28 lutego 2010 r. liczba bezrobotnych mieszkańców obejmowała 1696 osób, co stanowi szacunkową stopę bezrobocia na poziomie 10,3%.

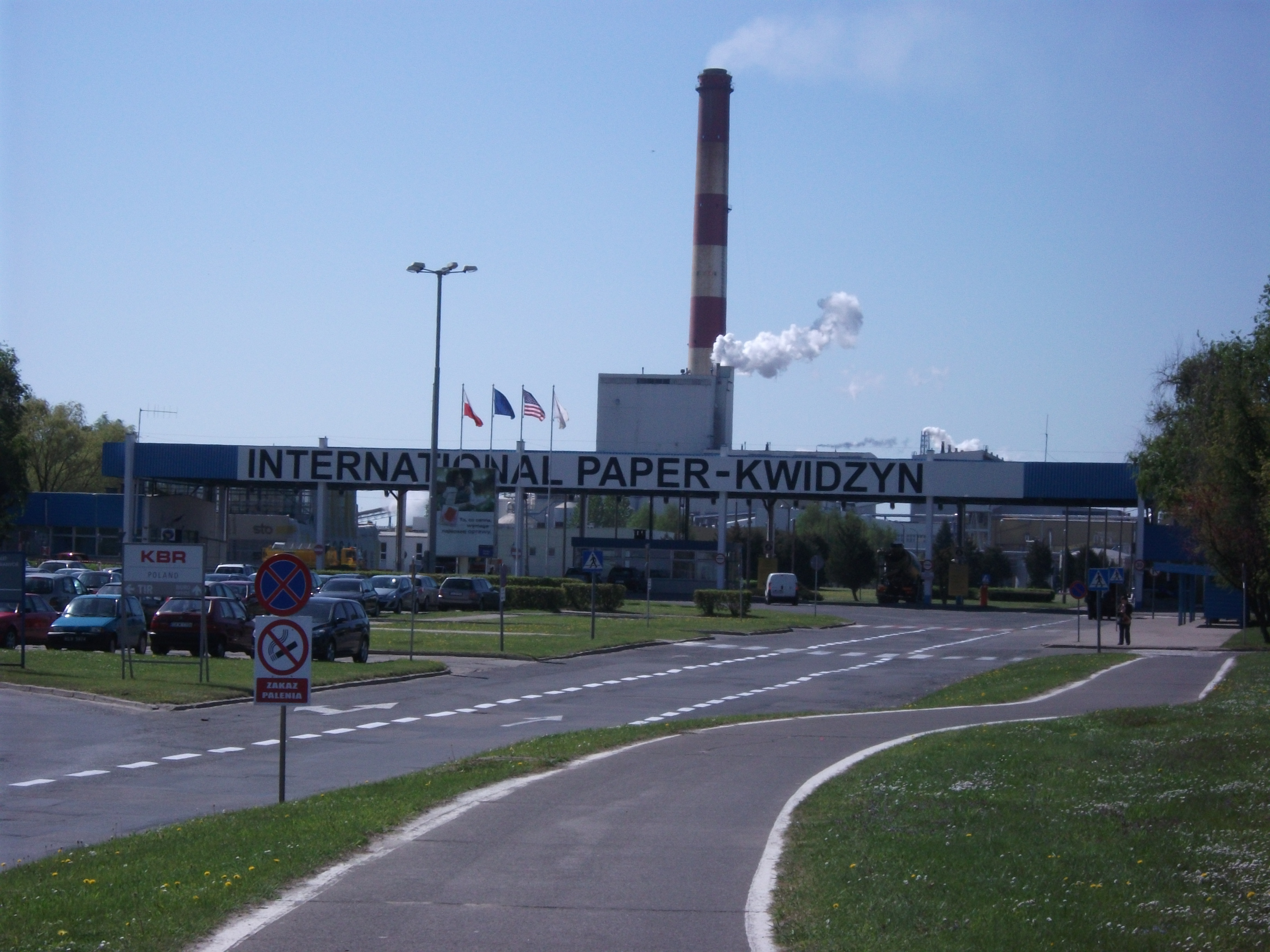
Fabryka MM Kwidzyn sp. z o.o.

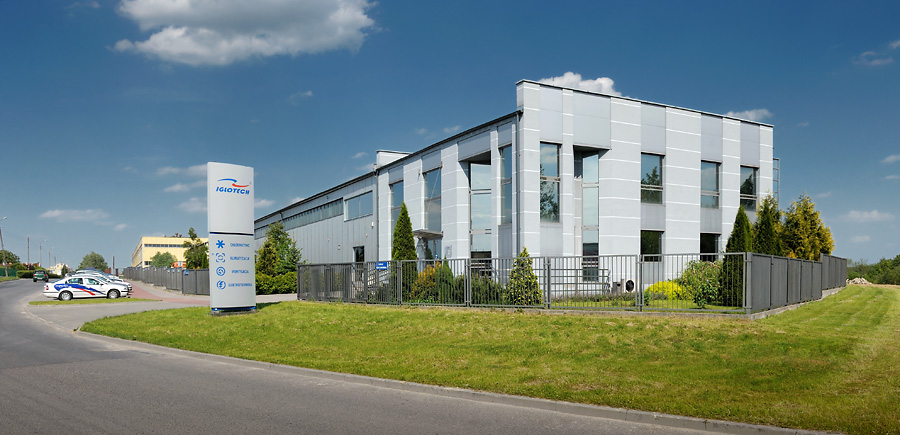
Siedziba firmy Iglotech Kwidzyn

Na całym terenie miasta istnieje wiele ośrodków przemysłowych. Najważniejsze przedsiębiorstwa działające w Kwidzynie to:
- austriacki koncern przemysłu papierniczego MM Kwidzyn sp. z o.o.[29]
- znaczący, amerykański producent w branży elektronicznej Jabil Circuit Poland Sp. z o.o.
- polski lider branży injection moulding, zakład przetwarzania tworzyw sztucznych Fabryka Plastików Kwidzyn Sp. z o.o.
- zakład produkcji wyrobów drewnianych PPH Tor-Pal
- zakład usług konstrukcyjno-montażowych KBR Poland
- zakład produkcji podzespołów elektronicznych Lacroix Electronics
- zakład przemysłu elektronicznego Plati Polska
- zakład produkcji opakowań styropianowych Knauf Pack
- papiernicze Przedsiębiorstwo Produkcyjno-Handlowe Kompap S.A.
- zakład produkcji wyrobów z tworzyw sztucznych B.M. Polska
- Warmińskie Zakłady Przetwórstwa Owocowo-Warzywnego Kwidzyn
- zakład przemysłu naftowego Modex
- wytwórnia napojów i win Mix S.A.

W części miejscowości Miłosna działało Państwowe Gospodarstwo Rolne – Państwowe Stado Ogierów Kwidzyn. W 1993 r. jako Stado Ogierów Kwidzyn. W 1994 r. po przekształceniu jako Zakład Treningowy Skarbu Państwa Kwidzyn. W 1999 r. ponownie jako Stado Ogierów Skarbu Państwa Kwidzyn. Zlikwidowano zakład treningowy, a pozostałą część sprywatyzowano.

### Handel
Na terenie miasta działają markety. Istnieją również dwa targowiska miejskie otwarte dla przyjezdnych handlarzy. Wyróżnić możemy także galerię handlową Kopernik, galerię handlową Stary Młyn, Centrum Handlowe Liwa, dom towarowy Tęcza, Centrum Handlowe, a także małe centra handlowe w supermarketach.

### Turystyka
Kwidzyn znajduje się na Szlaku Zamków Gotyckich. Główną atrakcją turystyczną miasta jest gotycki zespół zamkowo-katedralny, składający się z zamku kapituły pomezańskiej oraz katedry z pochówkami m.in. wielkich mistrzów krzyżackich oraz celą bł. Doroty z Mątowów.

## Transport

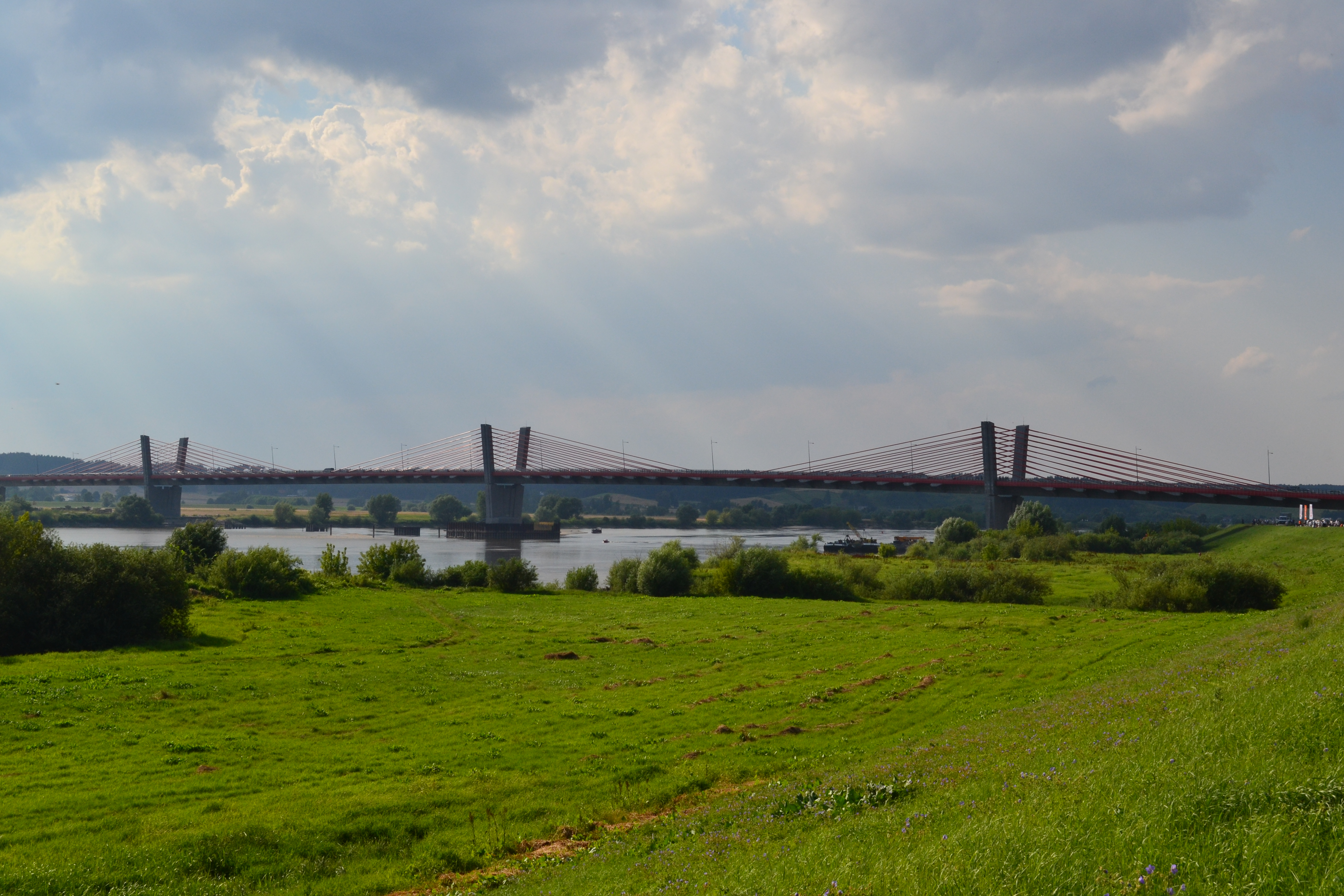
Most kwidzyński na Wiśle

### Transport drogowy
Przez miasto przebiega droga krajowa nr 55, prowadząca na północ do Malborka oraz na południe do Grudziądza, droga wojewódzka nr 521 prowadząca do Iławy. Na północ od miasta przebiega droga krajowa nr 90 z mostem wantowym na Wiśle, łącząca Kwidzyn z drogą krajową nr 91 na lewej stronie rzeki i dalej z autostradą A1. Mniejszą rolę odgrywa wojewódzka nr 518 i droga wojewódzka nr 588 oraz droga wojewódzka nr 532 prowadzącą do Kwidzyna.
- Szlak rowerowy R1

### Transport kolejowy

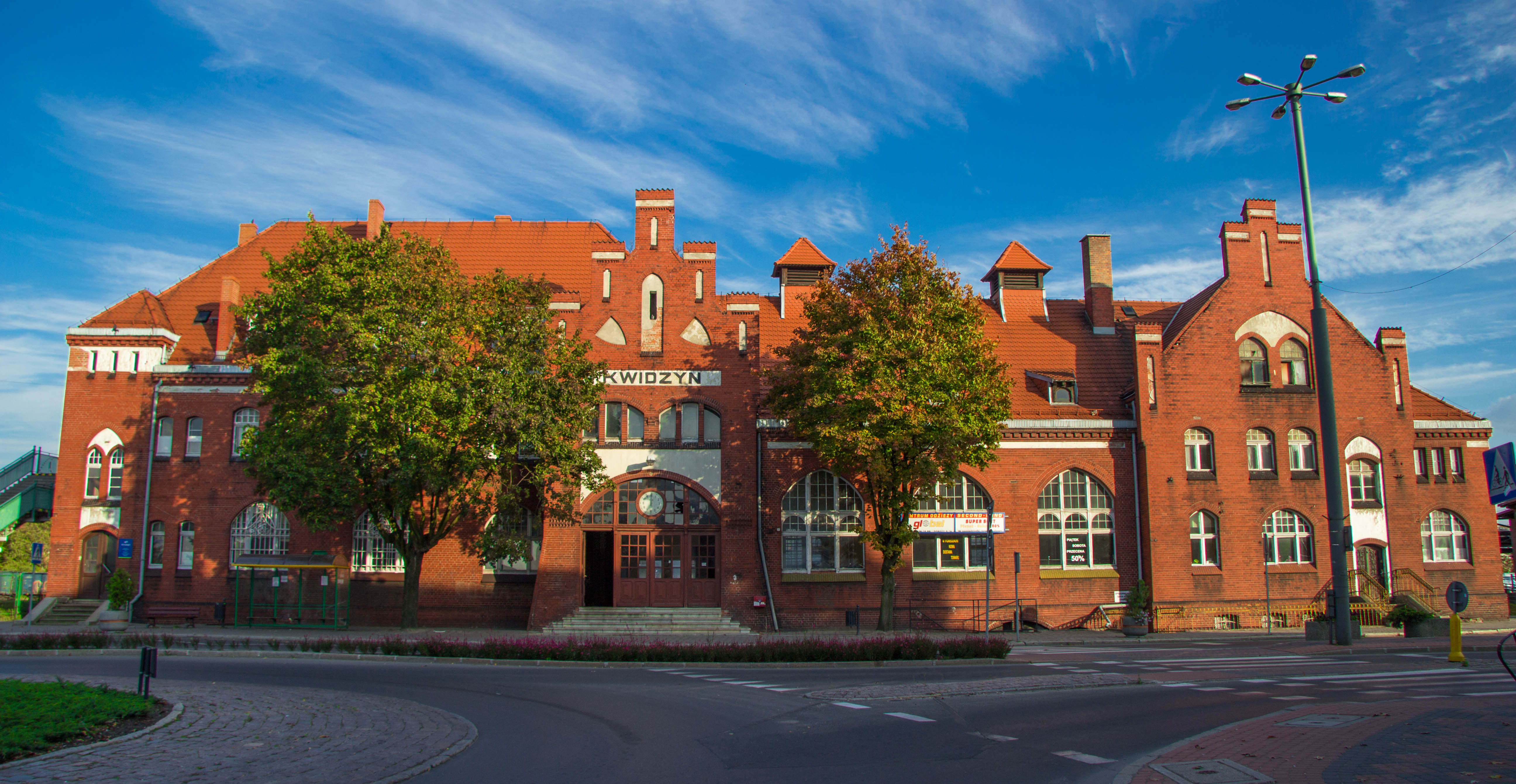
Dworzec kolejowy

Stacja kolejowa Kwidzyn leży przy linii kolejowej nr 207; linia kolejowa Myślice – Szlachta, po remoncie dworca oraz linii kolejowej ruch pasażerski odbywa się w stronę Grudziądza oraz Malborka. Po szlaku kolejowym poruszają się również składy towarowe jadące na północ oraz południe Polski 

### Transport lotniczy
W 2013 r. przy ul. Lotniczej otwarto sanitarne lądowisko.

## Oświata
- Szkoły średnie

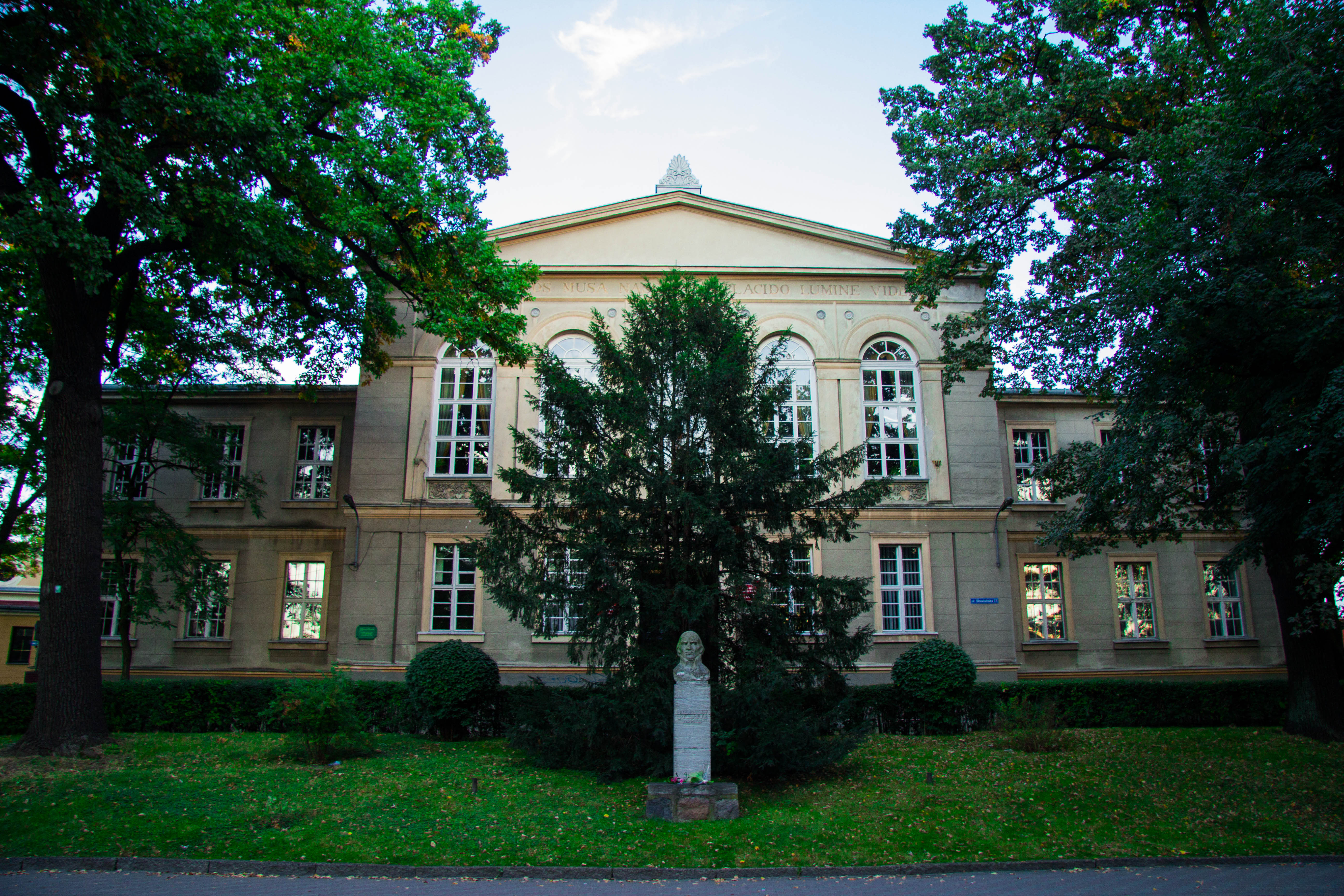
Dawny Pałac Schillera, później gimnazjum F. Schillera, obecnie Zespół Szkół Ponadpodstawowych nr 1 im. Stanisława Staszica – ul. Słowiańska 17

  - Dawny Pałac Schillera, później gimnazjum F. Schillera, obecnie Zespół Szkół Ponadpodstawowych nr 1 im. Stanisława Staszica – ul. Słowiańska 17I Liceum Ogólnokształcące im. dr. Władysława Gębika, dawne Polskie Gimnazjum
  - II Liceum Ogólnokształcące im. Stanisława Wyspiańskiego
  - Społeczne Liceum Ogólnokształcące im. Polskich Noblistów
  - Zespół Szkół Ponadpodstawowych nr 1 im. Stanisława Staszica
  - Zespół Szkół Ponadpodstawowych nr 2 im. Marii Skłodowskiej-CurieZSP nr 2 im. Marii Skłodowskiej-Curie, w latach 1815–1920 i 1939-1945 siedziba Rejencji kwidzyńskiej (dawny Pałac Fermora)

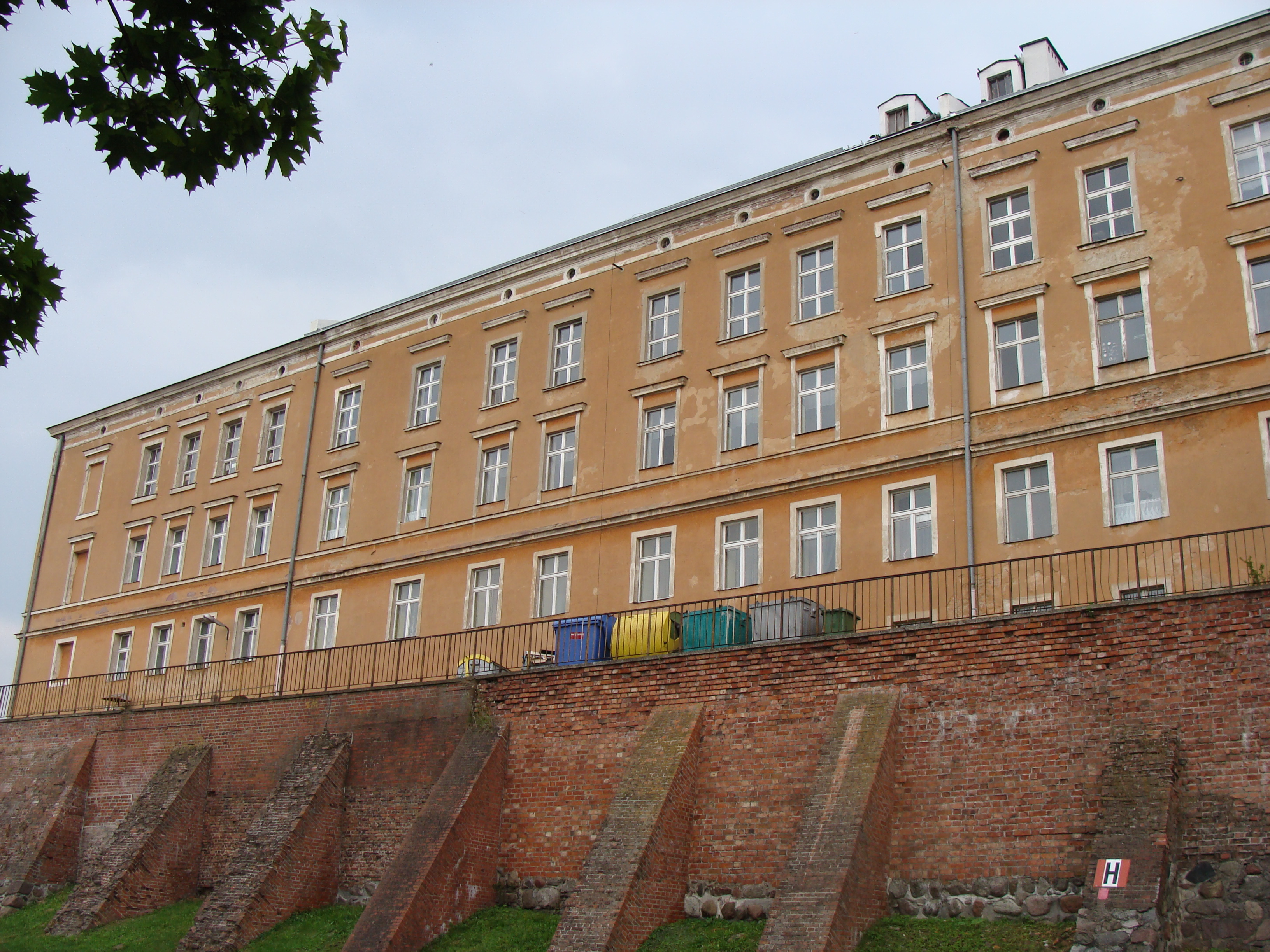
ZSP nr 2 im. Marii Skłodowskiej-Curie, w latach 1815–1920 i 1939-1945 siedziba Rejencji kwidzyńskiej (dawny Pałac Fermora)

  - Centrum Kształcenia Zawodowego i Ustawicznego
- Szkoły podstawowe
  - Społeczna Szkoła Podstawowa im. Polskich Noblistów
  - Szkoła Podstawowa z Oddziałami Mistrzostwa Sportowego im. Armii Krajowej
  - Szkoła Podstawowa nr 6 im. dr. Władysława Gębika
  - Szkoła Podstawowa nr 5 im. Zjednoczonej Europy
  - Szkoła Podstawowa nr 4 im. Adama Mickiewicza
  - Szkoła Podstawowa nr 2 im. mjra Henryka Sucharskiego
- Przedszkola
  - Niepubliczny Punkt Przedszkolny „Przedszkole Gama”
  - Niepubliczny Punkt Przedszkolny "AKUKU"
  - Niepubliczne Przedszkole „Jedyneczka”
  - Niepubliczne Przedszkole „Promyk”
  - Niepubliczne Przedszkole „SMYK”
  - Niepubliczne Przedszkole Ekologiczne
  - Niepubliczne Przedszkole Nr 2 z Grupą Żłobkową
  - Przedszkole Integracyjne
  - Przedszkole Niepubliczne „Chatka Puchatka” z Grupą Żłobkową
  - Przedszkole Niepubliczne „Radość” z Grupą Żłobkową
- Inne

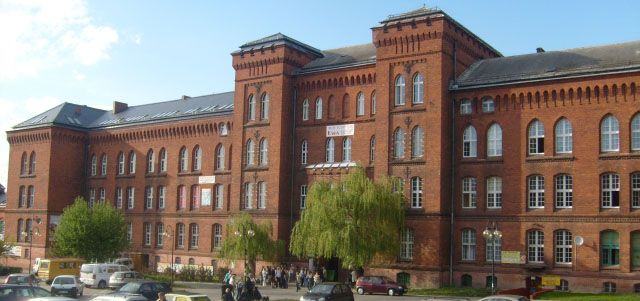
Powiślańska Szkoła Wyższa

- - Powiślańska Szkoła Wyższa w Kwidzynie
  - Centrum Nauki i Biznesu „Żak”
  - Szkolne Centrum Edukacyjno-Kulturalne ESCEK
  - Centrum Edukacji Ekologicznej
  - Szkoła Muzyczna I stopnia im. Feliksa Nowowiejskiego
  - Specjalny Ośrodek Szkolno-Wychowawczy
  - Szkoła Językowa „Chata Języków Świata”
  - Ochotnicze Hufce Pracy, 11–16 Hufiec Pracy

## Kultura

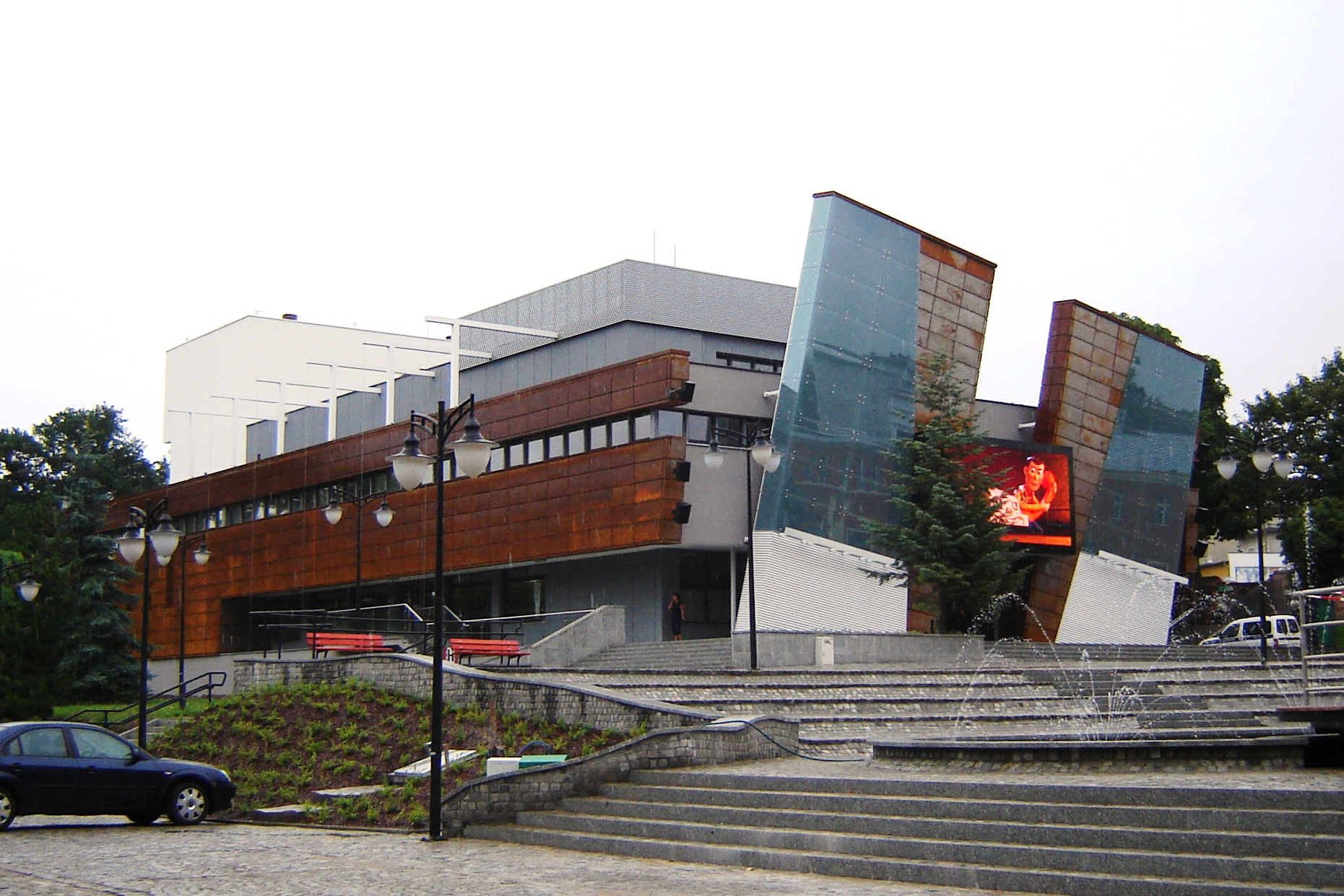
Kwidzyńskie Centrum Kultury

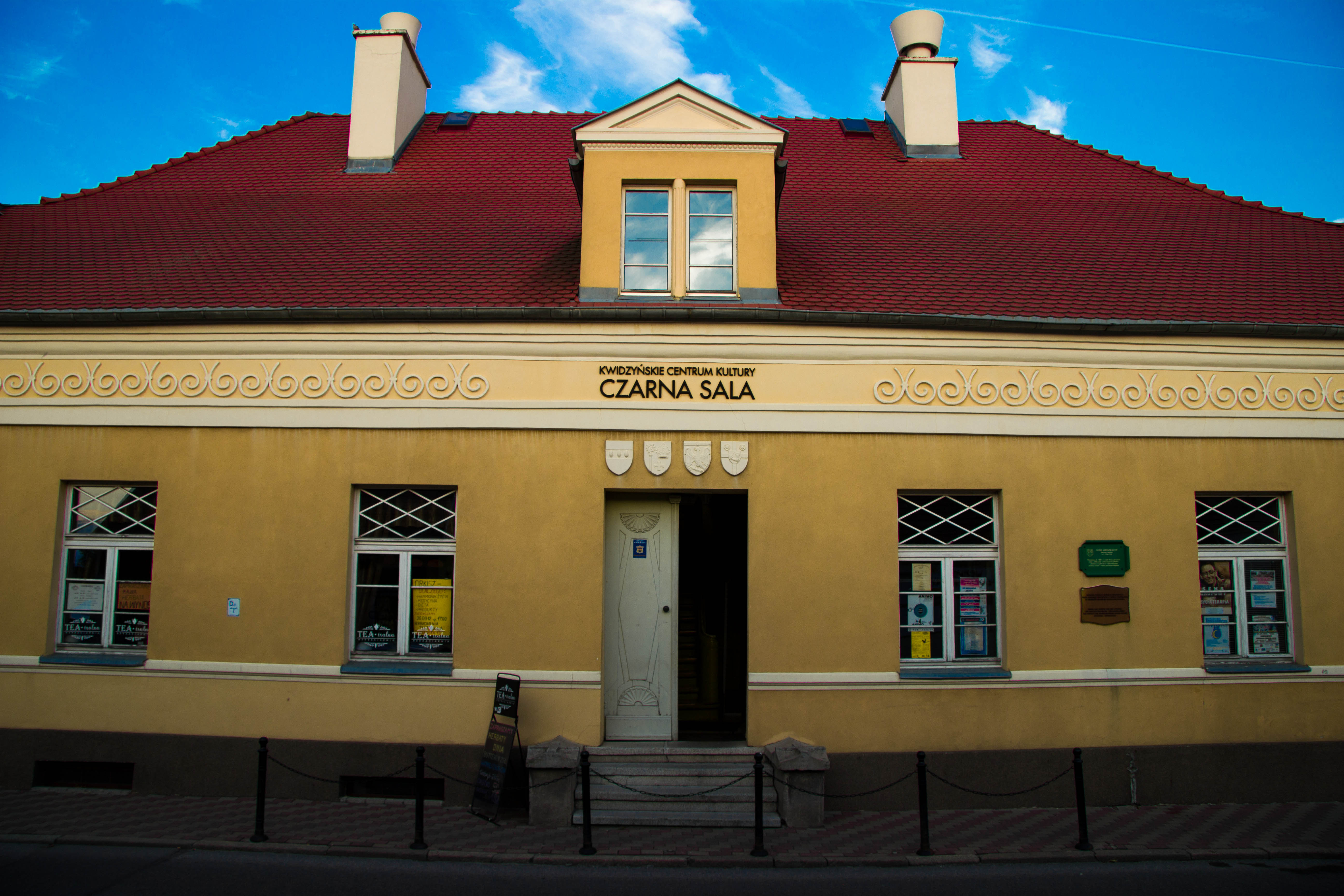
KCK – „Czarna Sala”

W mieście działa Kwidzyńskie Centrum Kultury, które zajmuje się rozwojem kulturalnym społeczności w Kwidzynie. Organizuje zajęcia kulturalne, oferuje zajęcia w dziedzinie kształcenia komputerowego oraz językowego. Główne ośrodki, gdzie realizowane są założenia Kwidzyńskiego Centrum Kultury to:
- Kwidzyńskie Towarzystwo Kulturalne
- Czarna Sala
- Centrum Komputerowo-Językowe

Od 2001 r. w mieście działa stowarzyszenie twórcze Scena Lalkowa im. Jana Wilkowskiego.

### Zamek w Kwidzynie
Muzeum Zamkowe w Kwidzynie ze stałymi ekspozycjami:
- Ekspozycja archeologiczna
- Wystawa przyrodnicza
- Narzędzi kar i tortur (XVI-XVIII w.)
- Rzemiosła artystycznego (XV-XX w.)
- Rzeźb barokowych z terenu Pomorza
- Sztuki i kultury materialnej Powiśla
- Przyrody Polski Północnej[34]

## Media

### Prasa
W mieście wydawane są trzy tygodniki lokalne:
- „Kurier Kwidzyński”
- „Kurier Powiatu Kwidzyńskiego” – piątkowy dodatek do „Dziennika Bałtyckiego”
- „Puls Kwidzyna”

Wydawany jest również kwartalnik kulturalno-historyczny „Schody Kawowe”.
W Kwidzynie mieści się także redakcja dwumiesięcznika „Transport i Komunikacja”.

### Stacje radiowe
- Stacje radiowe nadawane z Kwidzyna:
  - Radio Gdańsk – 106,0 MHz
  - RMF Maxxx Pomorze (Kwidzyn) – 88.6 MHz (do 2004 r. Radio PM – Power Music FM)

### Stacje telewizyjne
W Kwidzynie działają dwie sieci telewizji kablowej: Multimedia – posiadające własny program lokalny realizowany przez Studio Telewizyjne „Kamena” oraz Vectra również nadająca własny program lokalny.

## Związki i stowarzyszenia

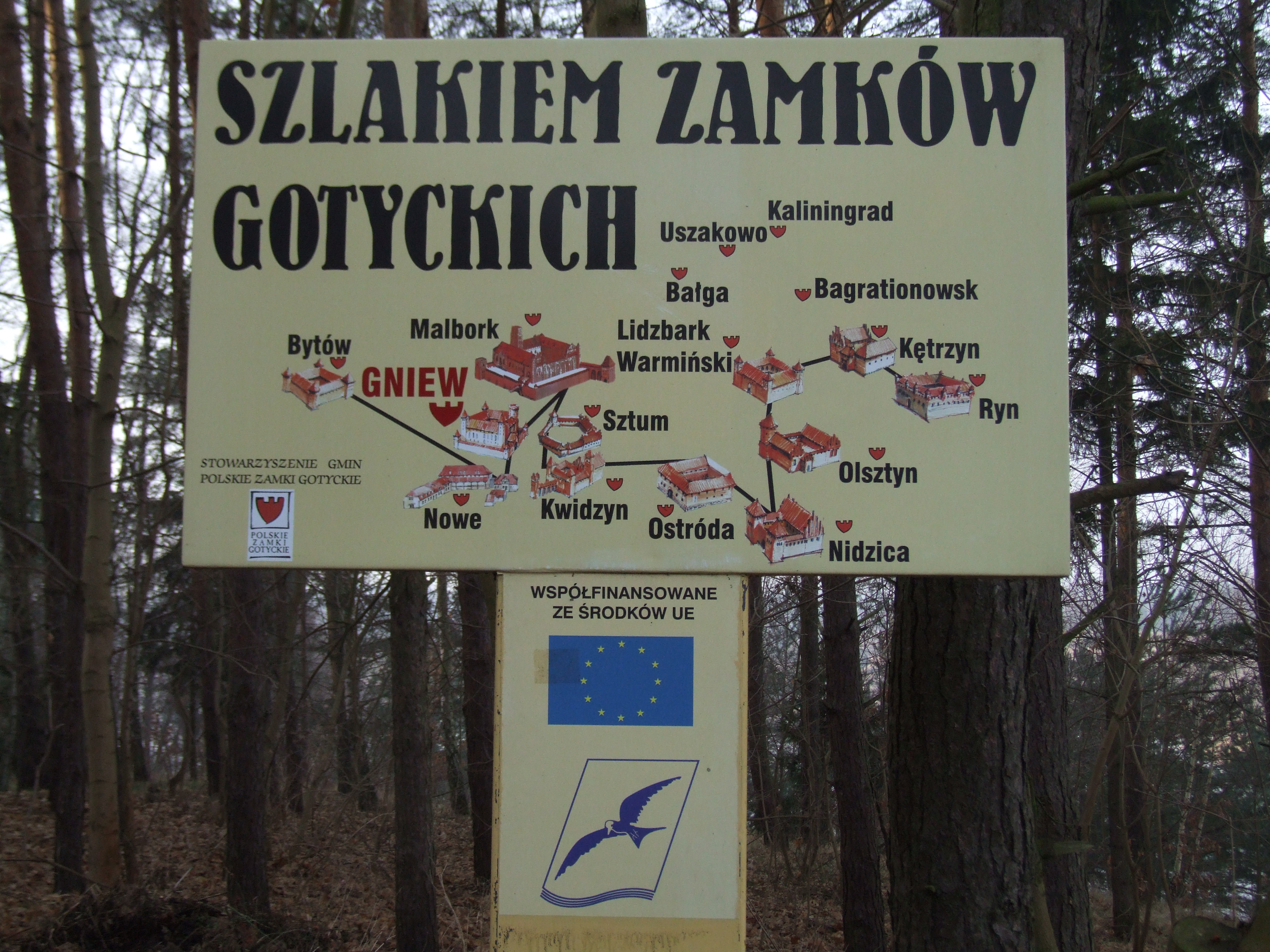
Polskie Zamki Gotyckie

Miasto jest zrzeszone w wielu polskich stowarzyszeniach, w tym:
- Związek Miast Polskich
- Polskie Zamki Gotyckie
- Towarzystwo Rozwoju Powiatu Kwidzyńskiego
- Stowarzyszenie Gmin Rzeczypospolitej Polskiej Euroregion Bałtyk
- Ogólnopolska Federacja Młodzieżowych Samorządów Lokalnych

Stowarzyszenia działające w Kwidzynie:
- Kwidzyńskie Towarzystwo Kulturalne
- Stowarzyszenie Promocji Medialnej e-Kwidzyn
- Stowarzyszenie Miłośników Malarstwa Kontrasty
- Kwidzyńskie Towarzystwo Rowerowe
- Kwidzyński Klub Strzelecki VIS
- Stowarzyszenie Promocji Kultury UndergroundKwidzyn.pl
- Klub Sportowy Capoeira Beribazu

## Wspólnoty wyznaniowe
Na terenie miasta działalność religijną prowadzą:
- Kościół rzymskokatolicki
  - Parafia św. Jana Ewangelisty
  - Parafia Świętej Trójcy
  - Parafia św. Wojciecha, Biskupa i Męczennika
  - Parafia Miłosierdzia Bożego
  - Parafia św. Brata Alberta Chmielowskiego
  - Zakon joannitów
  - Zakon benedyktynek
  - Zakon elżbietanek
  - Zakon franciszkanów
- Kościół Zielonoświątkowy
  - Zbór w Kwidzynie
- Lokalny Kościół w Kwidzynie
- Świadkowie Jehowy
  - 3 zbory (w tym grupa języka migowego), Sala Królestwa[37][38]
- Judaizm
  - Nowa Synagoga w Kwidzynie
  - Stara Synagoga w Kwidzynie

## Cmentarze
- Cmentarz ewangelicki przy ul. Hallera (zlikwidowany)
- Cmentarz komunalny przy ul. Malborskiej
- Cmentarz przy ul. Zamiejskiej w Kwidzynie (zamknięty)
- Cmentarz katolicki przy ul. Hallera (przy szpitalu – zlikwidowany)
- Cmentarz żołnierzy radzieckich przy ul. Sportowej
- Cmentarz żołnierzy rosyjskich przy ul. Południowej (zlikwidowany)
- Cmentarz katolicki przy ul. Grudziądzkiej (zlikwidowany)
- Cmentarz przy ul. Furmańskiej
- Cmentarz żydowski przy ul. Kościuszki (zlikwidowany)
- Cmentarz przy ul. Piastowskiej w Kwidzynie (zamknięty)
- Cmentarz miejski Świętego Jerzego przy Placu Plebiscytowym (zlikwidowany)

## Sport
W mieście wybudowane są 3 hale widowiskowo-sportowe (na hali przy ulicy Mickiewicza swoje treningi i mecze rozgrywa drużyna koszykarska Bank BPS Basket Kwidzyn i drużyna szczypiornistów MMTS Kwidzyn), a także kompleks sportowy, w którego skład wchodzą: – 3 trawiaste boiska piłkarskie – stadion lekkoatletyczny – basen kryty – korty tenisowe i ściana tenisowa treningowa – wielofunkcyjne boisko asfaltowe do gier zespołowych – 5 boisk do siatkówki – 5 torów do gry w bocce – skate park oraz rampa dla łyżworolek i deskorolek, a także pole golfowe. W okresie zimowym czynne jest lodowisko. W innej części miasta mieści się kryty basen miejski oraz liczne mniejsze kompleksy sportowe. Przez miasto wielokrotnie przebiegała trasa wyścigów kolarskich Tour de Pologne. W 2006 r. w Kwidzynie odbyły się Mistrzostwa Europy w Enduro, natomiast w czerwcu 2008 r. World Enduro Championship 2008 (Grand Prix Maxxis of Poland). Na obrzeżach miasta mieści się ośrodek jeździecki wraz z hipodromem do pokazów konnych. Kwidzyn oprócz szlaków rowerowych (o ponad 150 km trasie) ma też swój szlak kajakowy na rzece Liwie.

### Koszykówka
- mężczyźni – Bank BPS Basket Kwidzyn – Ekstraligowy zespół w PLK (w sezonie 2006/2007 awans do ekstraklasy). Z powodu braków formalnych[potrzebny przypis][styl do poprawy] zespół musiał opuścić ekstraligę i spadł do II ligi. Obecnie zespół występuje w III lidze.

### Piłka ręczna
- mężczyźni – MMTS Kwidzyn – zespół najwyższej klasy rozgrywek ligowych piłki ręcznej w Polsce, wicemistrz polski w sezonie 2009/2010, III zespół Ekstraklasy w sezonach 2008/2009-2010/2011-2012/2013, finalista europejskich rozgrywek pucharowych Challenge Cup w sezonie 2009/2010
- mężczyźni – MMTS II Kwidzyn – zespół II ligi piłki ręcznej (sezon 2007/2008 i 2008/2009)
- mężczyźni-   USAR Kwidzyn – zespół 1 ligi piłki ręcznej.
- mężczyźni- SMS ZPRP I Kwidzyn - zespół 1 ligi piłki ręcznej.
- kobiety – MTS Kwidzyn – zespół I Ligi w sezonie 2007/2008, 2008/2009, 2009/2010 i 2010/2011.

### Piłka nożna
- mężczyźni – KOP Rodło Kwidzyn – zespół III ligi 2 gr. w sezonie 2007/2008. W sezonie 2008/2009 występujący w III lidze „Bałtyckiej”, z której jednak spadł klasę niżej. W sezonie 2009/2010 Rodło występowało w IV lidze, jednak i tam się nie utrzymało. Sezon 2010/2011 to gra Rodła w V lidze (lidze okręgowej). W sezonie 2014/2015 Rodło awansowało z pierwszego miejsca do IV ligi pomorskiej, a w sezonie 2015/2016 Rodło Kwidzyn zajęło drugą lokatę. Obecnie gra w pomorskiej Klasie A, grupa 6.
- mężczyźni - SUPRA Kwidzyn - zespół V ligi

### Inne
- Klub Biegów na Orientację UMKS Kwidzyn
- Klub Sportowy Capoeira Beribazu
- Klub Karate Shorin-Ryu
- Kwidzyński Klub Tańca „Progress”
- Kwidzyński Klub Motorowy
- Kwidzyński Klub Strzelecki
- Rodło LA Kwidzyn –lekkoatletyka
- LKS Nadwiślanin Kwidzyn – podnoszenie ciężarów
- Minigolf Club Kwidzyn
- Młodzieżowe Towarzystwo Sportowe (MTS} sekcje[40]:
  - piłki ręcznej kobiet i mężczyzn
  - pływacka
  - siatkówki
  - tenisa stołowego
  - modelarstwa lotniczego i kosmicznego
  - szachowa
- Kompleks Widowiskowo-Sportowy

## Miasta partnerskie
- Niemcy Celle[41]
- Szwecja Olofström[41]
- Ukraina Bar[41]
- Polska Gubin[41]